# Compagnies républicaines de sécurité
Pour les articles homonymes, voir CRS.

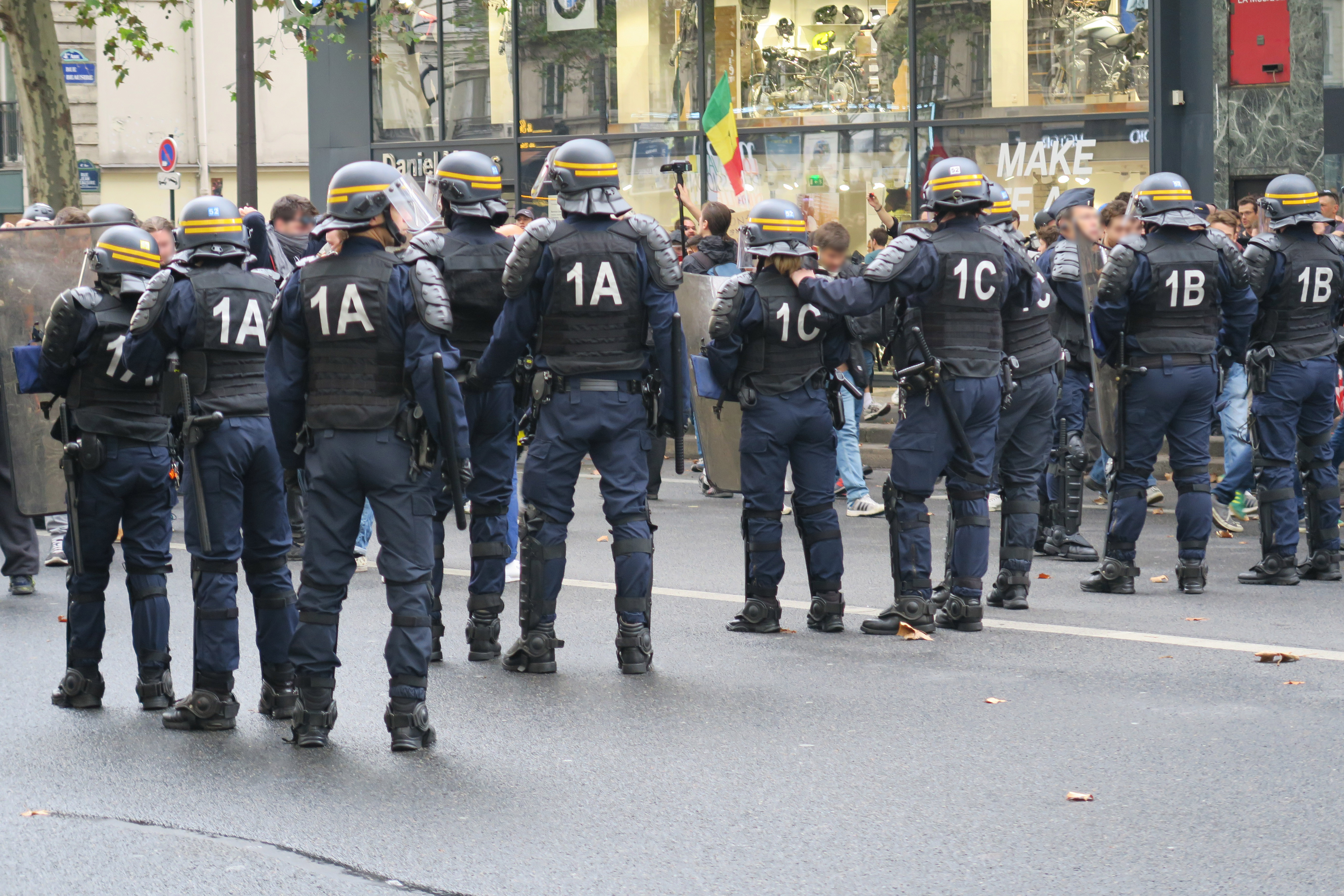
CRS lors d'une manifestation - 2016.

Les compagnies républicaines de sécurité, couramment désignées par leur sigle CRS, forment une direction active de la Police nationale en France. Leur domaine d'intervention est le maintien ou le rétablissement de l'ordre public et la sécurité générale, mais elles participent également à la sécurité routière, au secours en montagne ou sur les plages ainsi qu'à la plupart des missions de la Police nationale dans les zones sensibles ou disputées. Elles ont été créées par décret du 8 décembre 1944, succédant aux groupes mobiles de réserve créés par le régime de Vichy.
Le sigle « CRS » désigne d'abord une compagnie, mais dans la langue courante, par métonymie, « un CRS » est un policier de la Police nationale affecté à une compagnie républicaine de sécurité après avoir choisi cette spécialité. Il reçoit une formation spéciale afin de remplir les missions spécifiques à cette direction d'emploi. Il n'y a pas de restriction de sexe pour être admis dans les CRS.
Les CRS sont une force civile, contrairement aux gendarmes mobiles avec lesquels ils sont souvent confondus, ils constituent la réserve générale de la police nationale et répondent à un double impératif de disponibilité et de mobilité,.
Il existe — en plus des soixante-quatre compagnies dites « de service général » (dont cinq compagnies dites « à projection rapide ») — une compagnie spécialisée dans la protection des personnalités et notamment celle du Président de la République lors de ses déplacements (CRS no 1), neuf compagnies spécialisées dans la sécurité autoroutière (CRS autoroutières) et deux dans le secours en montagne (CRS Alpes et Pyrénées). Six unités motocyclistes zonales (UMZ) sont également implantées hors Île-de-France.
Les compagnies républicaines de sécurité et les escadrons de gendarmerie mobile sont désignés par l'appellation commune d'Unité de force mobile.
La devise des compagnies républicaines de sécurité est « Servir ».

## Historique

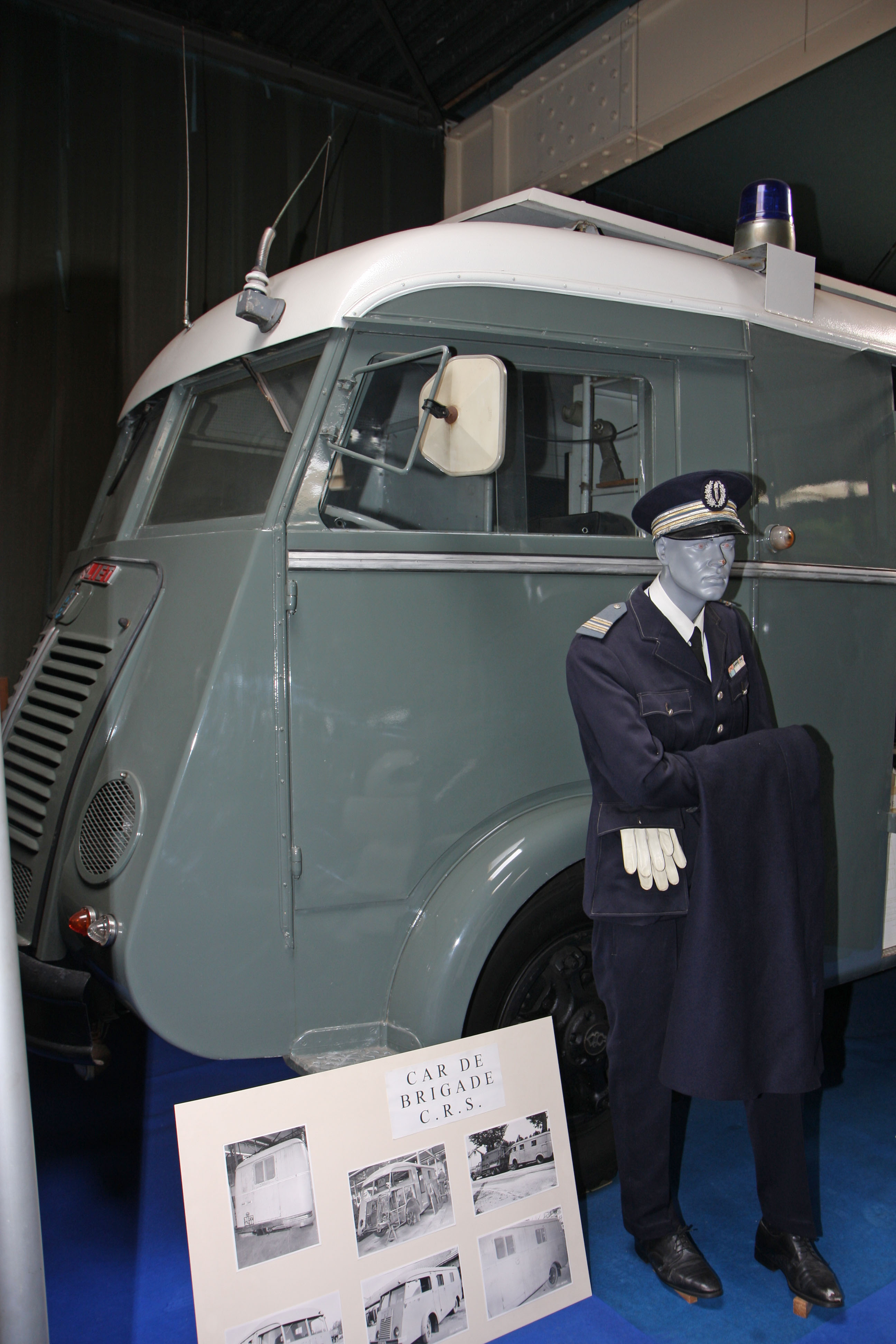
Fourgon CRS - années 1950 - musée des CRS.

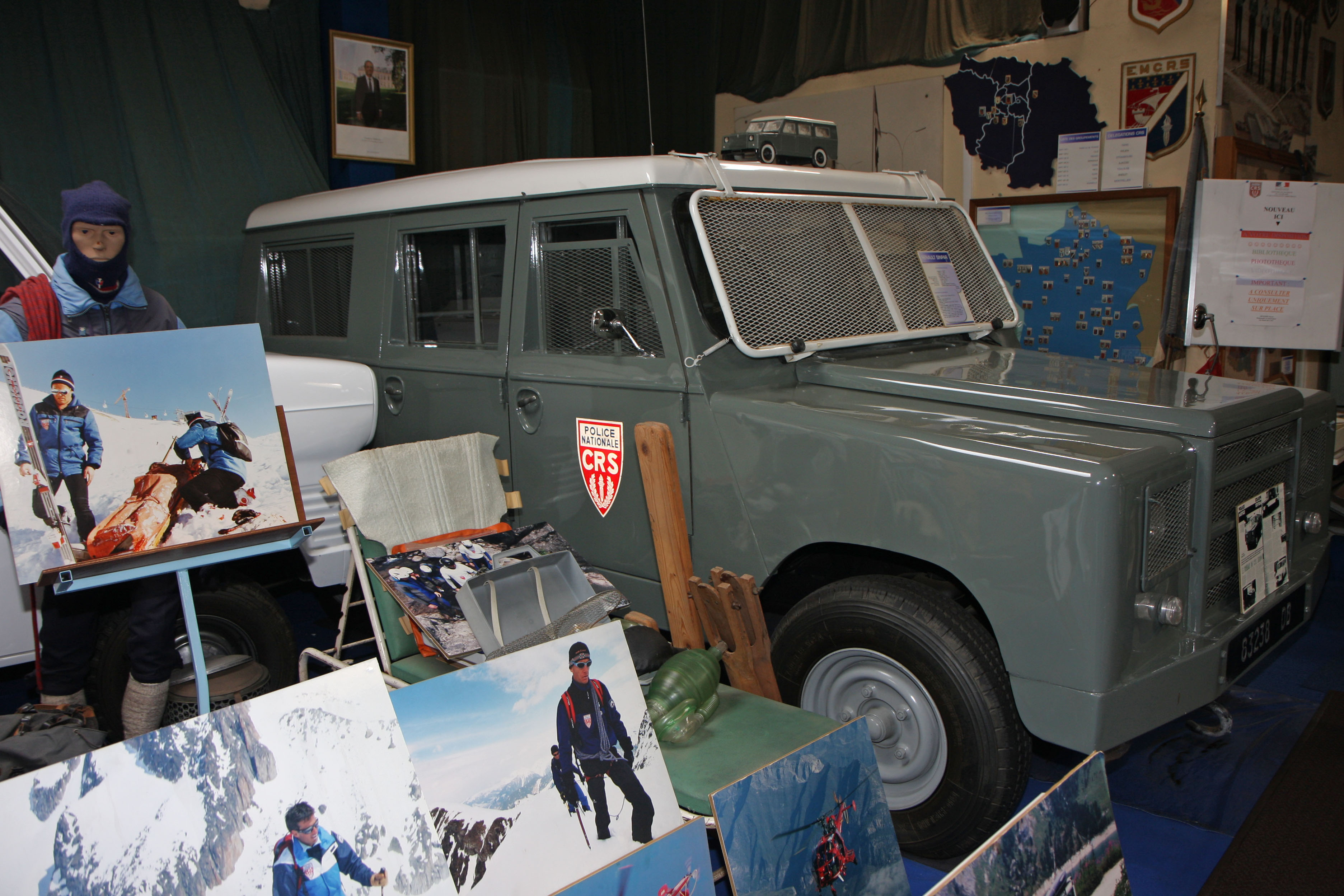
Véhicule CRS - années 1960 - musée des CRS.

Les CRS ont été créées par un décret du 8 décembre 1944 à la suite de la dissolution des Groupes mobiles de réserve (GMR) qui furent créés en avril 1941 par le gouvernement de Vichy. Ce décret est confirmé par une ordonnance du 7 mars 1945 signée par le général de Gaulle. Près des deux-tiers des effectifs des GMR de Pétain constituent les nouvelles CRS.
Initialement destinées à un emploi régional, et même menacées de disparition dans les années de l'immédiat après-guerre, les CRS ont acquis une nouvelle raison d'être comme forces de réserve générale à vocation nationale à la suite des grèves et émeutes de 1947. Le décret du 26 mars 1948 pris en application de la loi du 27 décembre 1947 réaffirme leur place et leur force en tant que structures mobiles et réserve nationale de la Sûreté Nationale de l'époque). Simultanément, onze compagnies comprenant des éléments « douteux » sont dissoutes, principalement dans le sud-est de la France.
Cinq unités nouvelles sont créées en 1951. Trois détachements sont également créés en Guadeloupe en Martinique et la Réunion. Le détachement de Martinique est dissous en 1960 mais ceux de Guadeloupe et de la Réunion deviendront des compagnies qui seront dissoutes en 1993.
Leurs missions se sont diversifiées et des unités spécialisées ont été créées en fonction de nouveaux besoins apparus au cours des années 1950:
- interventions en montagne dès 1947 (mais la création officielle des premières sections de montagne date de 1957)
- unités motocyclistes à partir de 1950
- surveillance des plages à partir de 1958

En 1952, un drapeau est créé au profit des CRS, à la suite d'un décret pris à l'initiative du Ministre de l'Intérieur. Ce drapeau est confié en garde tournante, depuis sa création, chaque année à une compagnie, au chef-lieu de chaque direction zonale de CRS.
Les compagnies métropolitaines, considérées comme des unités quasi-militaires, sont engagées dans le conflit d'Algérie et agissent aux côtés des unités des armées contre les agissements de tous ordres pratiqués par les indépendantistes algériens (FLN). En fonction des événements, jusqu'à 20 compagnies — soit environ un tiers du corps — sont déployées simultanément. Pour répondre aux besoins spécifiques du conflit, 19 compagnies supplémentaires sont créées localement ; elles seront toutes dissoutes après de l'indépendance de l'Algérie, en juillet 1962.
Les CRS sont également engagés dans les conflits sociaux et sociétaux de la fin du XXe siècle (Mai 68, LIP, centrales nucléaires, marins-pêcheurs, viticulteurs, etc.). Les matériels sont améliorés (protection) et personnalisés (apparition des bandes jaunes sur le casque et de l'écusson sur les uniformes à la suite des événements de 1968 dans le but de différencier les CRS des autres forces de l'ordre).
La loi d'orientation et de programmation pour la sécurité intérieure (LOPSI) du 29 août 2002 sur l'emploi des forces mobiles avait fait évoluer la doctrine d'emploi vers une réelle déconcentration en conciliant les exigences de sécurité générale avec celles du maintien de l'ordre, le préfet de zone de défense étant l'autorité d'emploi des unités disponibles implantées dans son ressort. Le manque d'effectifs disponibles et l'augmentation de la demande ont cependant conduit à une re-centralisation partielle de cette gestion (voir paragraphe Emploi ci-dessous).
La tactique d'emploi des unités est également revue afin de faciliter le passage sans rupture des missions de sécurisation et de luttes contre les violences urbaines à celles de maintien de l'ordre.
Des réductions d’effectif affectent les CRS au début des années 2010 dans le cadre de la Révision générale des politiques publiques (RGPP). Toutefois, les projets de dissolution de deux compagnies sont annulés à la suite d'une forte réaction syndicale .
À partir des années 1990, les CRS, comme l'ensemble des forces de l'ordre, ont été progressivement équipés d'armes sublétales, et en particulier de lanceurs de balle de défense dont l'emploi au maintien de l'ordre — notamment lors des manifestations du mouvement des Gilets jaunes, fait l'objet de polémiques et prises de position à divers niveaux de la société (Associations et organisations non gouvernementales, Défenseur des droits, etc.), mais n'a pas été suspendu.
En juillet 2021, une unité de service général, la CRS 8, est transformée en compagnie dite "à projection rapide" capable d'intervenir dans des délais très brefs sur le territoire national pour effectuer des missions de maintien et de rétablissement de l'ordre ou des missions particulières (lutte contre le trafic de drogue etc.). Trois unités nouvelles sont créées sur le même modèle en 2023  et une quatrième en 2024.
Il existe un musée des CRS, situé sur le site des CRS no 1 et no 61 à Vélizy-Villacoublay (Yvelines).

## Missions et emploi

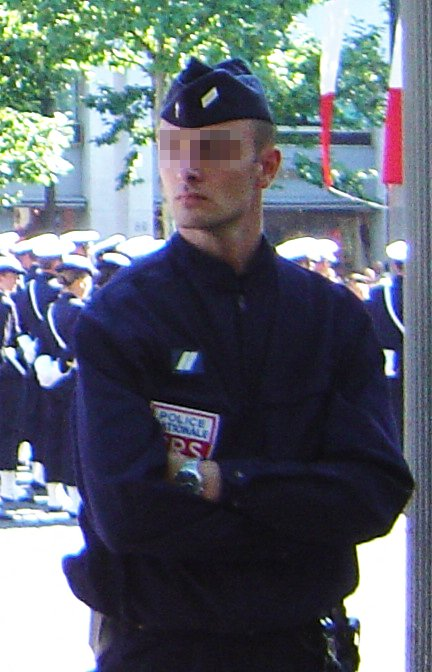
Les membres des CRS se reconnaissent à leur écusson rouge (2003).

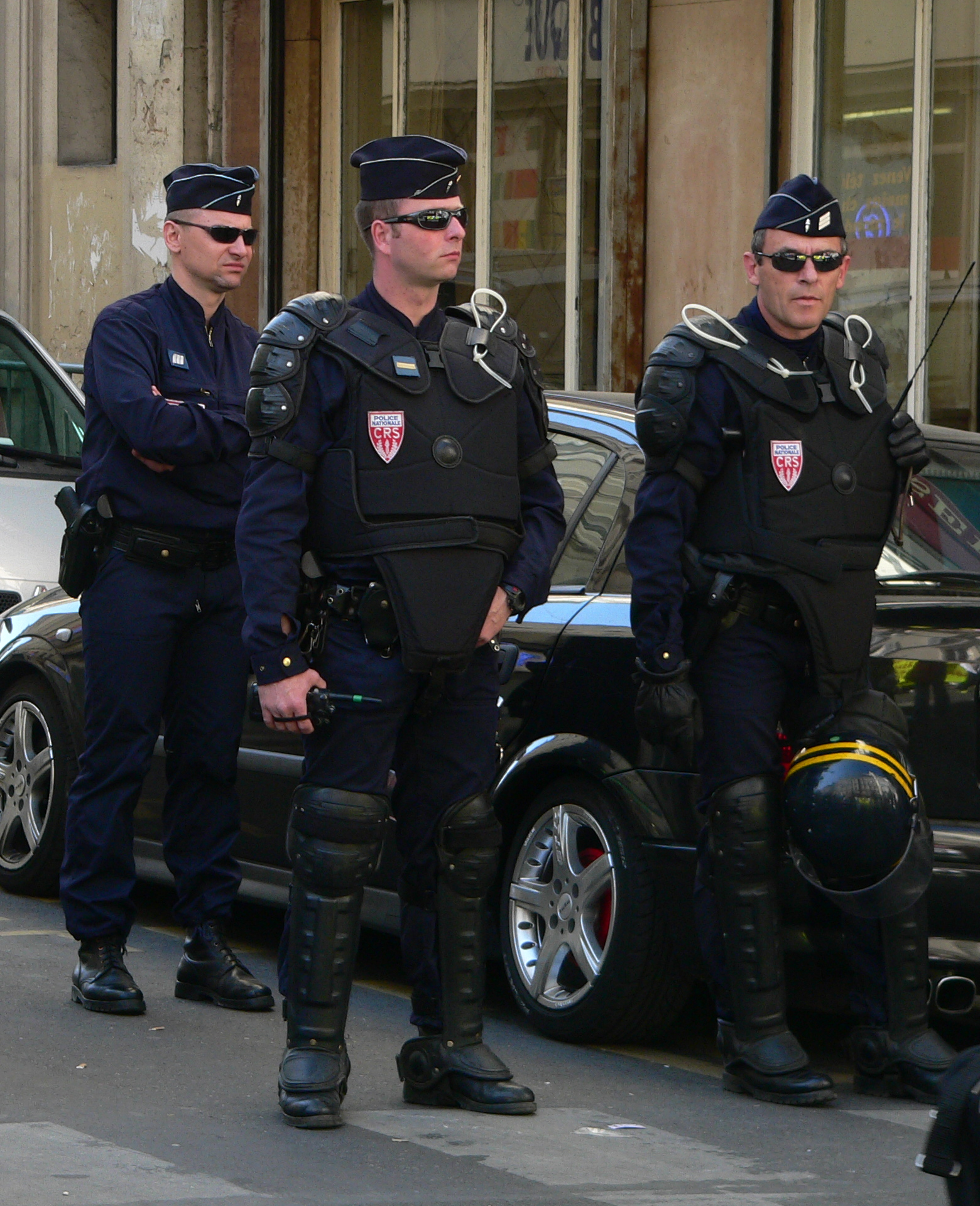
CRS en tenue de maintien de l'ordre (2007).

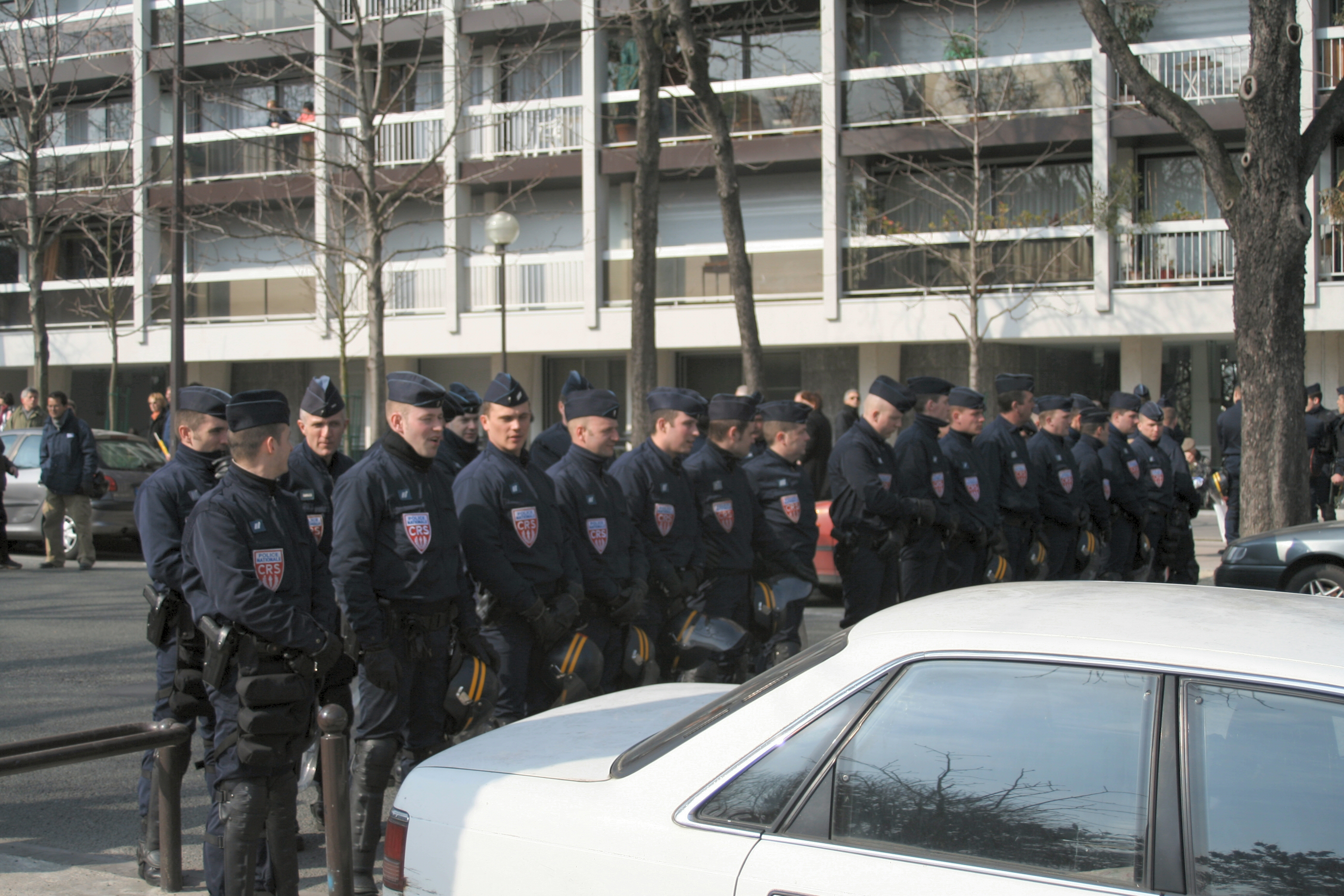
En 2006, lors d'un mouvement contre le contrat première embauche (CPE) à Paris.

### Missions principales
- Assurer le maintien de l’ordre public et son rétablissement si nécessaire ;
- assurer les missions propres de surveillance et de protection des personnes et des biens ;
- concourir, avec les effectifs de la direction centrale de sécurité publique (DCSP), à la lutte contre les violences urbaines ;
- participer à la lutte contre le terrorisme et intervenir sur des actions de tuerie de masse et autres actes terroristes ;
- porter aide et assistance aux populations en cas de sinistres graves ;
- sécurité routière et surveillance des autoroutes (autoroutes de contournement des grandes agglomérations (gratuites)) ;
- Secours en montagne.

### Autres missions et activités
- surveillance des plages en période estivale par les nageurs-sauveteurs (NS) issus des unités de service général.
- organisation d'actions à destination de la jeunesse (pistes d'éducation routière, rochers d'escalade, piste 10 de conduite rurale) et de prévention de la délinquance (centres de loisirs jeunes en période estivale).
- musique de la Police nationale.
- musée des CRS.

### Emploi
La doctrine d'emploi des CRS est définie en 2015 dans l’instruction commune DGPN–DGGN n° 2015-6371D DGPN/CAB relative à l’emploi des forces mobiles dans la police nationale et la gendarmerie nationale.
La décision d'emploi est partiellement déconcentrée, c'est-à-dire que cette décision, sauf urgence, peut être prise soit au niveau zonal soit au niveau national.
La priorité d'emploi des unités, et donc l'identification de celles qui restent disponibles au niveau zonal, reste donc décidée au niveau national dès lors qu'un événement — prévu ou imprévu — nécessite l'emploi de forces mobiles. De plus, même hors période de tension, un nombre important d'unités est affecté à des missions nationales, placé en réserve de maintien de l'ordre ou neutralisé aux fins de formation ou de congés. Ainsi, un certain nombre de compagnies est déplacé en permanence sur la région parisienne par une durée d'environ un mois.
L'unité de coordination des forces mobiles (UCFM), placée sous la double autorité des directeurs généraux de la police et de la gendarmerie, est chargée de déterminer les unités à engager sur des missions nationales et de décider de l’octroi de renforts aux préfets de zone pour des opérations requérant un volume de forces supérieur à leurs ressources. Initialement de taille modeste lors de sa création en 2002, l’UCFM, a été renforcée dans son organisation et son fonctionnement en 2015 puis en 2016. Son effectif a été doublé et ses règles de fonctionnement ont été clarifiées. Elle a par ailleurs été dotée d’une application informatique de suivi en temps réel de la position des forces.
Les CRS créent, lorsque la situation le nécessite, des groupements provisoires dirigés par leurs propres officiers supérieurs et commissaires de police : groupes de compagnies et « groupements opérationnels (plusieurs groupes de compagnies).
Les CRS, comme les gendarmes mobiles, sont placés pour les opérations de maintien de l'ordre sous le commandement immédiat de leurs propres officiers et officiers supérieurs mais, conformément à la loi, ces derniers ne peuvent exercer leurs prérogatives d'officiers de police judiciaire. Les mouvements tactiques (barrages, charges, etc.), les communications nécessaires (sommations, etc.) et les actions en vue de poursuites judiciaires éventuelles sont donc de la responsabilité des autorités territorialement compétentes (selon la zone de compétence, un commissaire de police en zone de police ou un officier de Gendarmerie, en zone de compétence gendarmerie) sous la responsabilité ultime de l'autorité supérieure administrative (préfet) et sous le contrôle de l'autorité judiciaire (procureur de la République).

## Emblèmes

### Insigne: le flambeau des CRS
L'insigne des CRS est généralement entouré de feuilles de chêne, symbole de la force, et de laurier, symbole du commandement, reliées par un nœud. L'ensemble forme ainsi l'allégorie de cette alliance éclairée par la Foi et illustre la locution traditionnelle de la police ou de la gendarmerie : « force doit rester à la Loi ».

### Devise
La devise des CRS est « Servir »

## Organisation

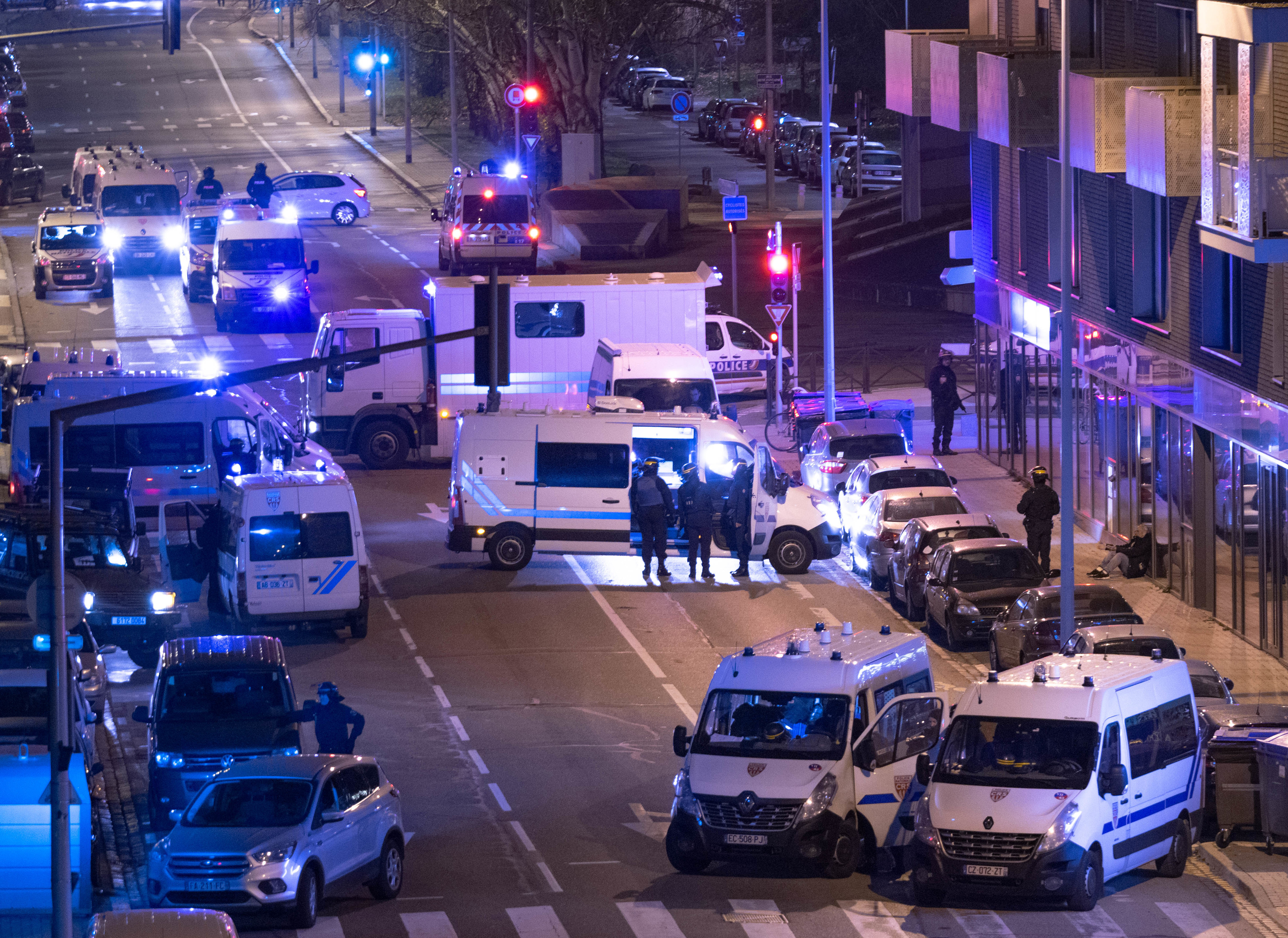
CRS en sécurisation lors de l'intervention du RAID à Strasbourg, en décembre 2018.

L'organisation des compagnies républicaines de sécurité est précisée par le décret no 2003-952 du 3 octobre 2003
La Direction centrale des compagnies républicaines de sécurité est dirigée par un directeur central et comprend trois structures différentes :
- un échelon central
- un échelon zonal composé de 7 directions zonales,
- 7 délégations 
  - 61 compagnies de service général -  dont cinq dites « à projection rapide[16],[17],
  - 9 compagnies autoroutières et 6 unités motocyclistes zonales,
  - 2 compagnies montagne,
  - 4 centres de formation

### Échelon central
L’échelon central de la DCCRS est composé :
- d’un état-major (précédemment appelé bureau de la coordination et des services),
- d’une sous-direction des opérations,
- d’une sous-direction des ressources humaines,
- d’une sous-direction du soutien opérationnel,
- d’une sous-direction de l’inspection et de la réglementation.

Le directeur central est un directeur des services actifs de police. L’actuel directeur central des CRS est l'inspectrice générale Pascale Régnault-Dubois. C'est la première femme à accéder à ce poste dans l'histoire des CRS.
Les directeurs centraux des CRS depuis 2003 sont :
- Jacques Lamotte (2003-2005)
- Christian Lambert (2005-2007)
- Philippe Laureau (2007-2009)
- Hubert Weigel (2009-2011)
- Luc Presson (2011-2012)
- Philippe Klayman[21] (2012-2020)
- Pascale Regnault-Dubois (2020- ) [3]

### Échelon national
La DCCRS dispose de ses propres moyens de formation pour former les fonctionnaires aux techniques de maintien de l'ordre ou les spécialiser dans les domaines spécifiques du sauvetage en montagne ou en mer :
- quatre centres de formation des CRS, situés à Dijon, Rennes, Sainte-Foy-lès-Lyon, Toulouse.
- le centre national d’entraînement à l’alpinisme et au ski ou CNEAS, situé à Chamonix ;
- le pôle d'excellence maritime (PEM), centre de formation des nageurs sauveteurs, situé à Cenon.

### Échelon territorial
La DCCRS exerce ses missions sur tout le territoire français à travers 7 directions zonales correspondant aux zones de défense et de sécurité.

### Les compagnies de service général

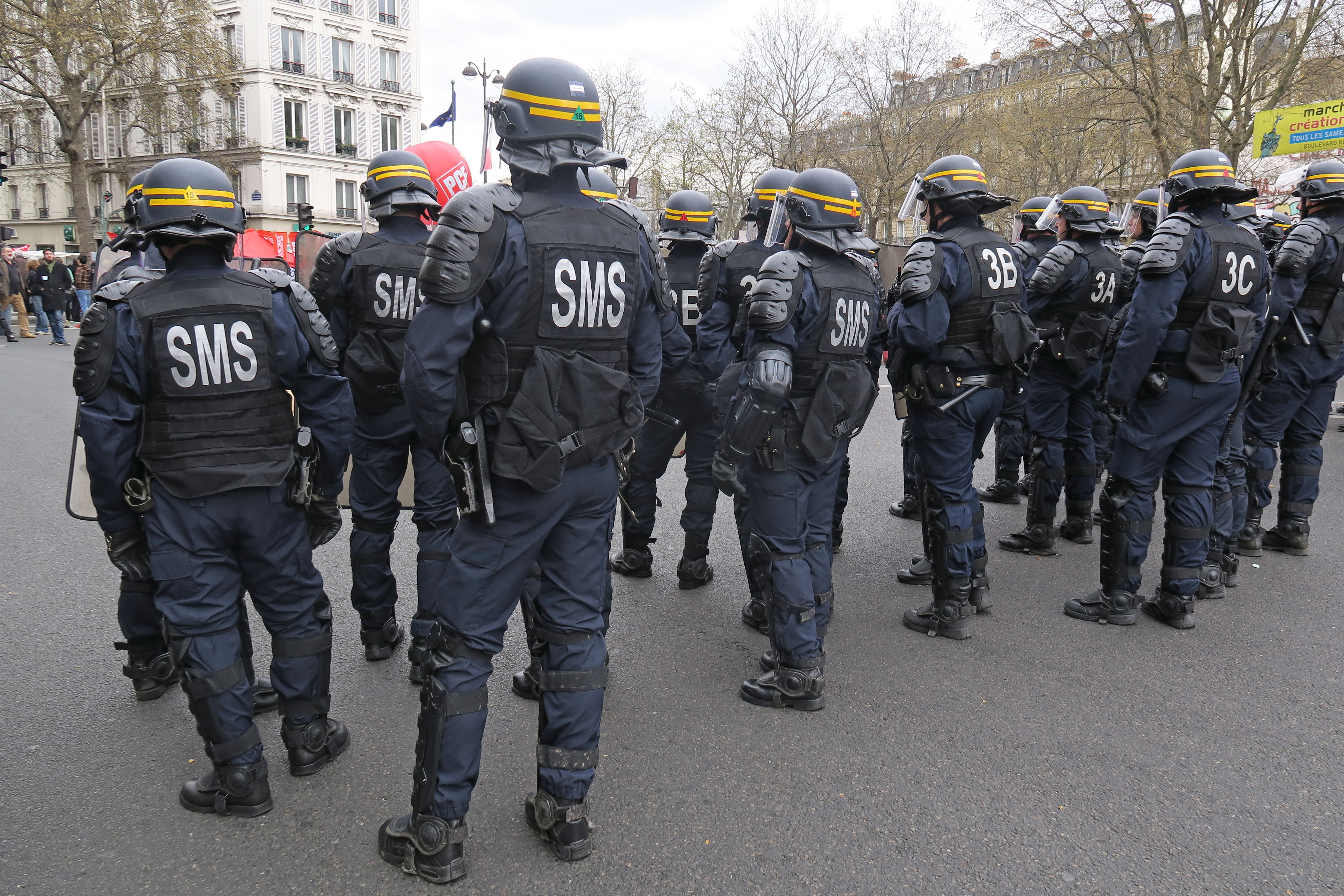
CRS lors d'une manifestation - 2016.

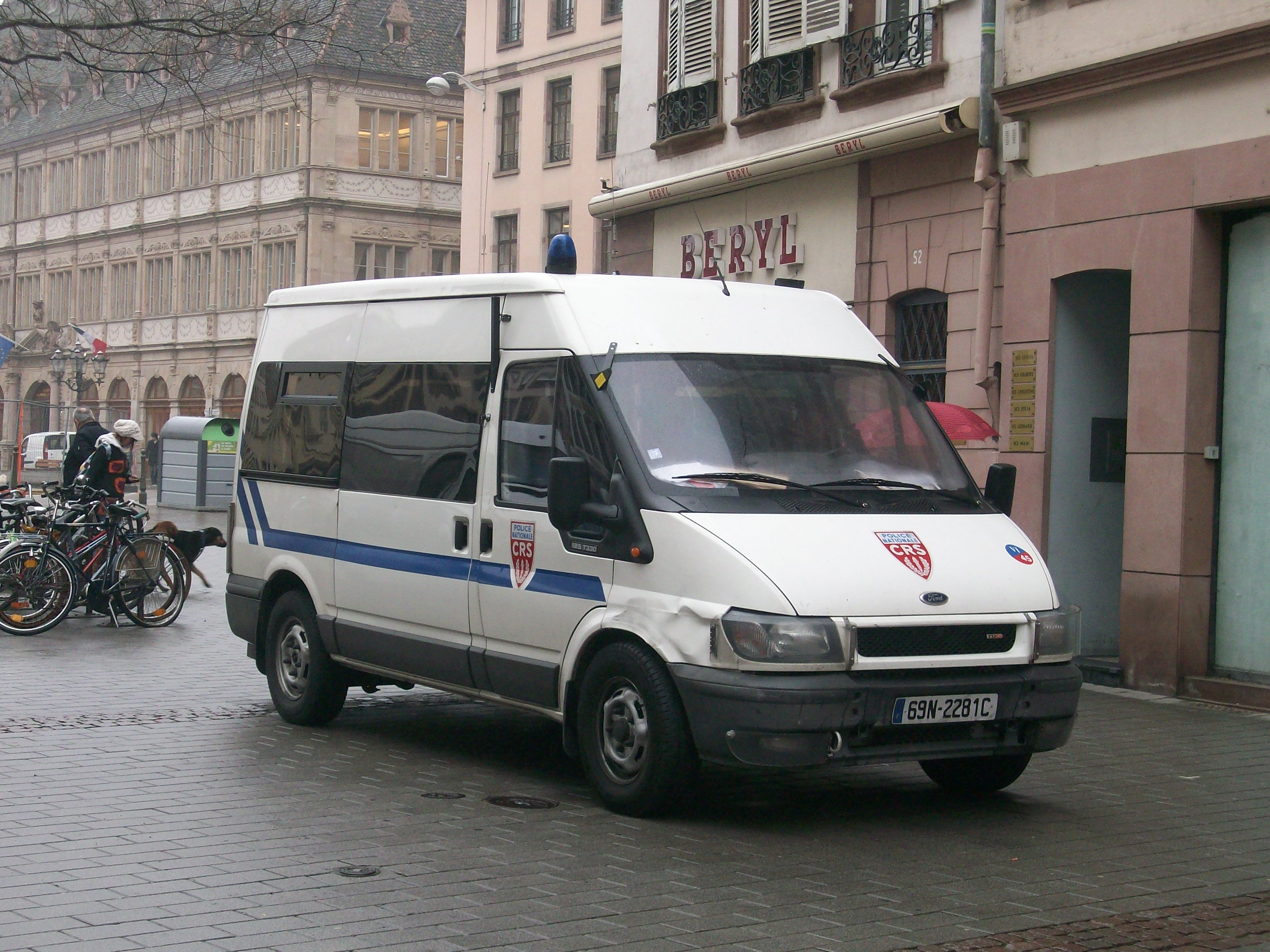
Ford Transit de CRS à Strasbourg.

#### Implantation
Les policiers des CRS sont basés dans des casernements (où ils travaillent, mais où ils ne sont pas logés par nécessité absolue de service, contrairement aux gendarmes mobiles) et vivent en cantonnement lors de leurs déplacements. À ces occasions, tous les services opérationnels, logistiques et administratifs de la compagnie sont déplacés, lui assurant une autonomie complète et une grande réactivité en toutes circonstances.
Lors des déplacements, les CRS (comme les gendarmes mobiles) perçoivent une indemnité quotidienne : l'IJAT (indemnité journalière d'absence temporaire). Elle est d'environ quarante-cinq euros par jour et est défiscalisée.

#### Organisation
Une CRS comprend :
- une section de commandement et des services, chargée des tâches administratives et logistiques.
- 4 sections de service général, destinées aux missions opérationnelles : deux sections d’appui et de manœuvre (SAM) et deux sections de protection et d’intervention (SPI). L'une des deux SPI, appelée SPI 4G (pour 4e génération) est équipée d'armements et de matériels de protection plus sophistiqués lui permettant d'intervenir en priorité en cas d'événements exceptionnels, notamment dans le cadre de la lutte antiterrorisme (fusillades, tueries de masse, etc.)[24].

La composition d’une CRS à 4 sections est la suivante :
- 1 commandant de police, commandant de la CRS,
- 1 capitaine de police,
- 2 lieutenants de police,
- 1 à 4 majors de police,
- 10 à 20 brigadiers-chef de police,
- 5 à 10 brigadiers de police,
- 100 à 150 gardiens de la paix,

Chaque compagnie est sécable et peut former deux demi-unités comprenant chacune un échelon de commandement et de soutien, une SAM et une SPI.
L’effectif de chaque section est de 15 agents et la section de commandement et de soutien comprend entre 15 et 20 agents.
Les sections (SAM et SPI) sont composées de trois groupes tactiques A, B et C, ce dernier constituant le groupe de commandement de la section. Ces lettres et chiffres apparaissent sur les uniformes des gardiens (par exemple : 1C pour groupe de commandement de la 1re section).

#### Les sections de protection et d'intervention de4egénération (SPI4G)

Écusson des Sections de Protection et d'Intervention de 4e Génération (SPI4G).

Les sections de protection et d'intervention de 4e génération (SPI 4G) sont des équipes d'intervention, présentes dans chaque compagnie de CRS, spécialisées dans l'anti-terrorisme.
La SPI4G de chaque compagnie, composée de 25 gardiens de la paix et gradés, est placée sous le commandement d’un officier ou d’un major. Elle peut être déployée dès lors que les forces de l’ordre font face à une situation de crise avec un risque terroriste prégnant, tel que les tueries de masse. Elle a pour mission, avec l’appui des autres sections de CRS, d’aller au contact du terroriste, de le fixer, de l’interpeller, voire de le neutraliser. Ces procédures sont complémentaires des dispositifs mis en place par les groupes d’intervention spécialisés, au travers, notamment, de la bulle tactique (coordination CRS-BRI-RAID). Enfin, cette section SPI4G comprend l'infirmier de compagnie (qualification SOC2) pour le secourisme de l’avant. L’objectif est de pouvoir prendre en charge les urgences vitales (blessés par balles, civils ou policiers) dans un contexte opérationnel dégradé, et éventuellement de procéder à une extraction, dans l'attente des services médicaux spécialisés.

#### Les sections des moyens spécialisés (SMS)
Certaines unités (1 par Direction zonale) possèdent également une SMS ou section des moyens spécialisés mettant en œuvre des équipements spécialisés (voir ci-dessous Équipements et armements).
Une CRS, sans SMS, comprend en moyenne 130 policiers actifs (hors officiers).

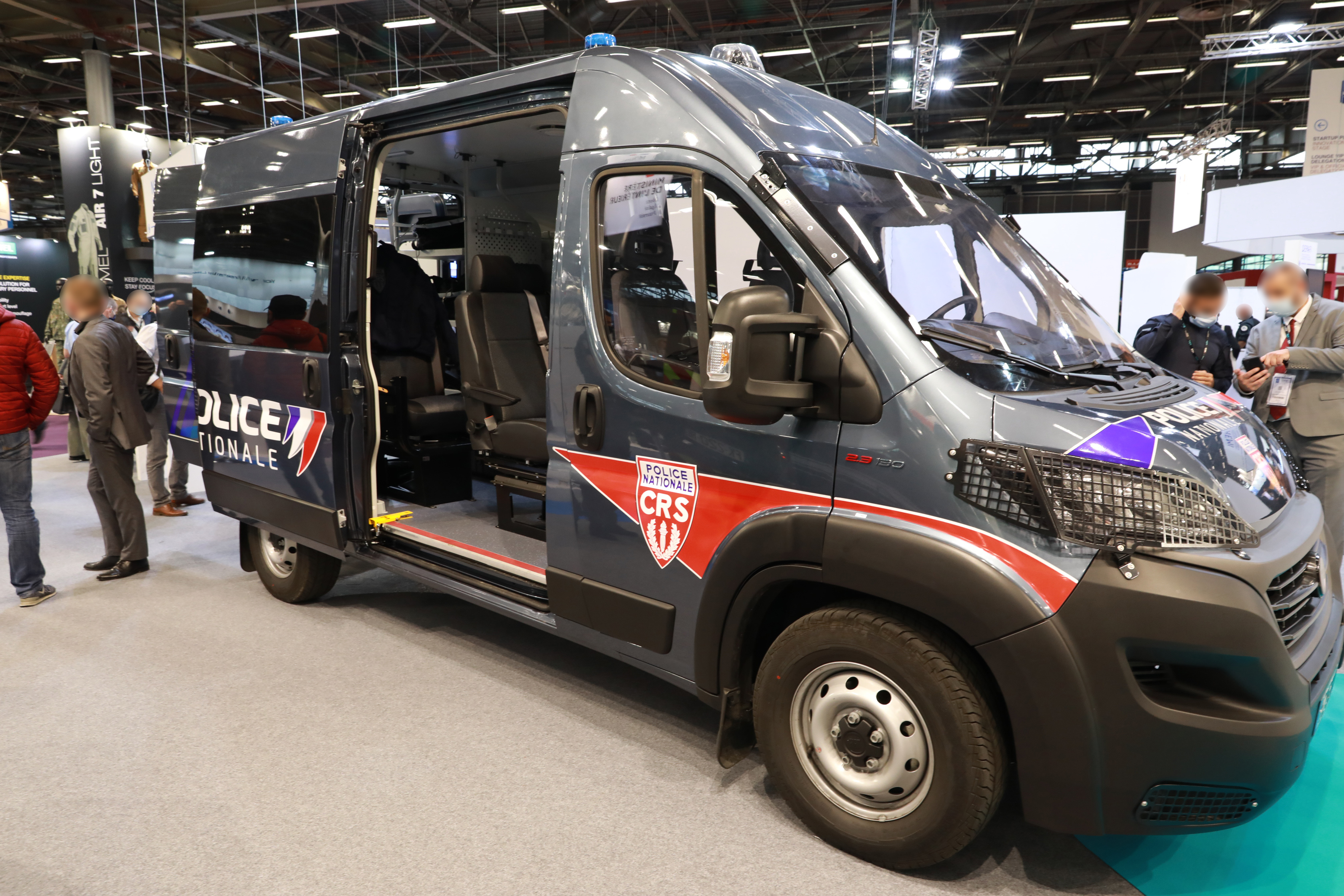
Fiat Ducato de la CRS 8 avec nouvelle sérigraphie, Salon Milipol, octobre 2021.

#### Compagnies dites «à projection rapide»
En juillet 2021, une des soixante compagnies de service général, la CRS 8, cantonnée à Bièvres, a été réorganisée comme « compagnie à projection rapide ». Cette compagnie, composée de 200 fonctionnaires organisés en trois sections, est plus particulièrement destinée à être « déployée en quinze minutes dans un rayon de 300 kilomètres en cas de troubles graves à l’ordre public et de violences urbaines » .
Trois unités nouvelles ont été établies sur le même modèle en décembre 2023 et une quatrième en juillet 2024. Il s'agit des CRS 81, 82, 83 et 84, cantonnées respectivement à Marseille, Saint-Herblain, Lyon (Chassieu) et Montauban,,.

#### Équipement et armement

Équipements et armements
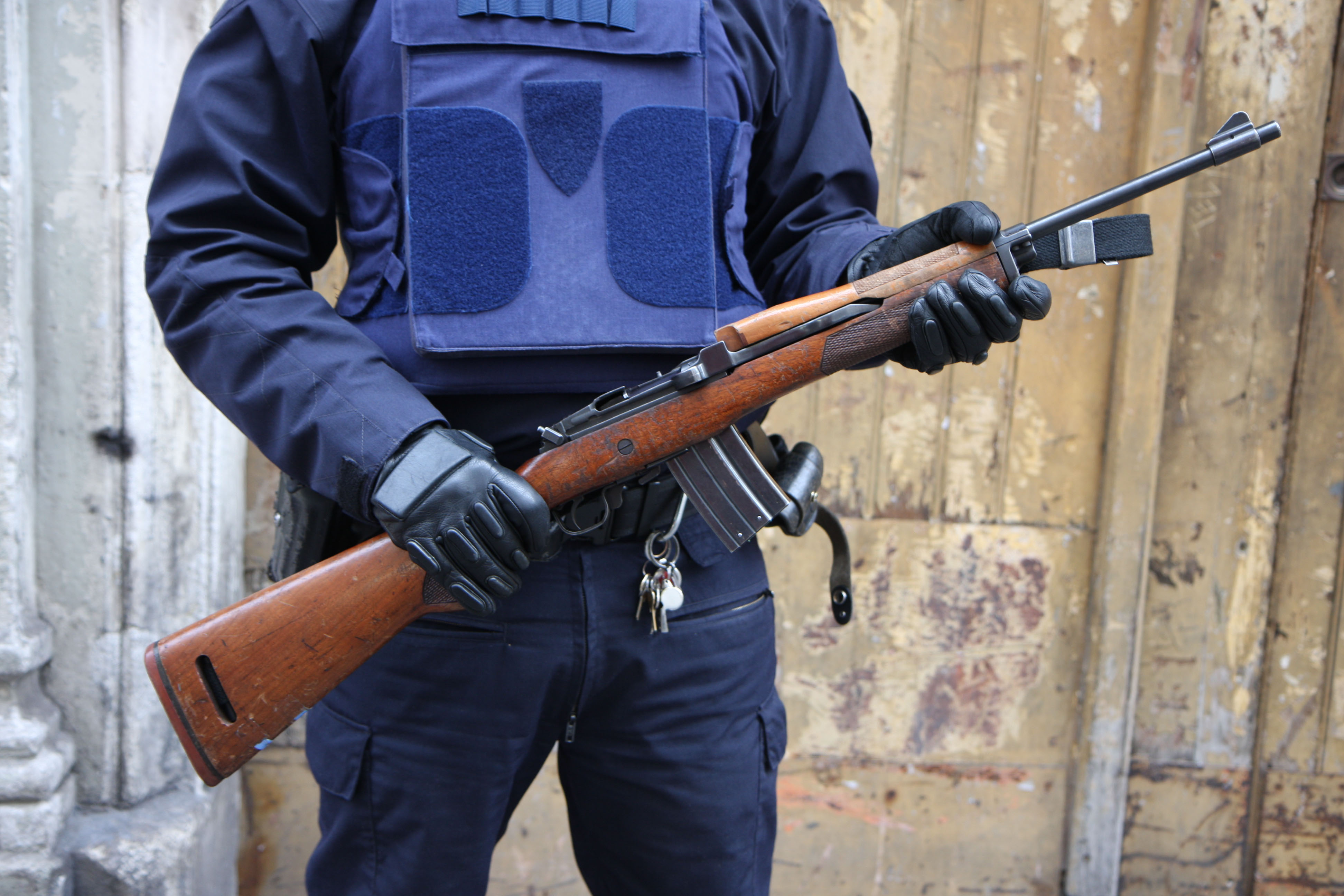
Fonctionnaire CRS équipé d'un fusil d'assaut Ruger AC-556 (AMD).
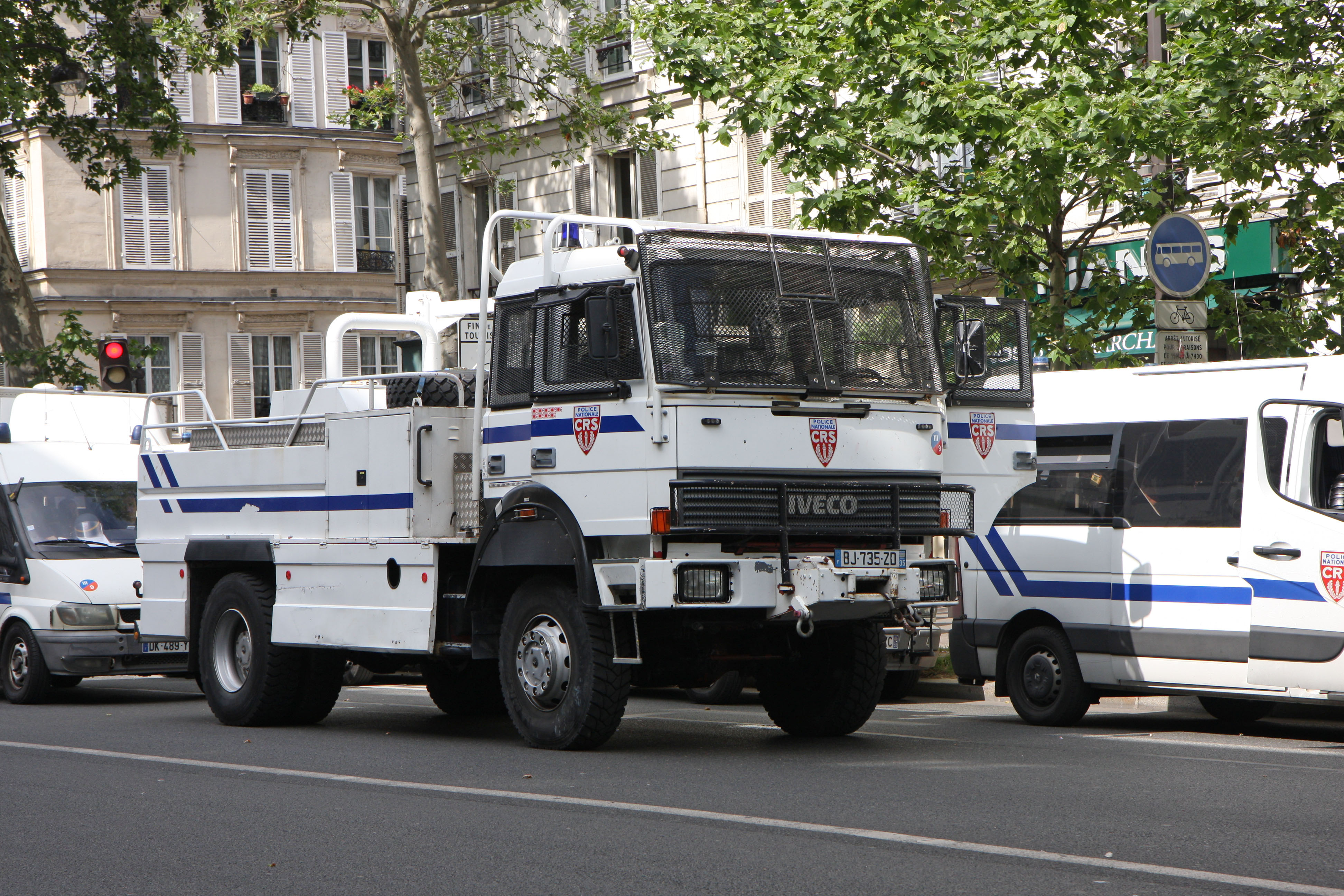
Canon à eau des CRS.
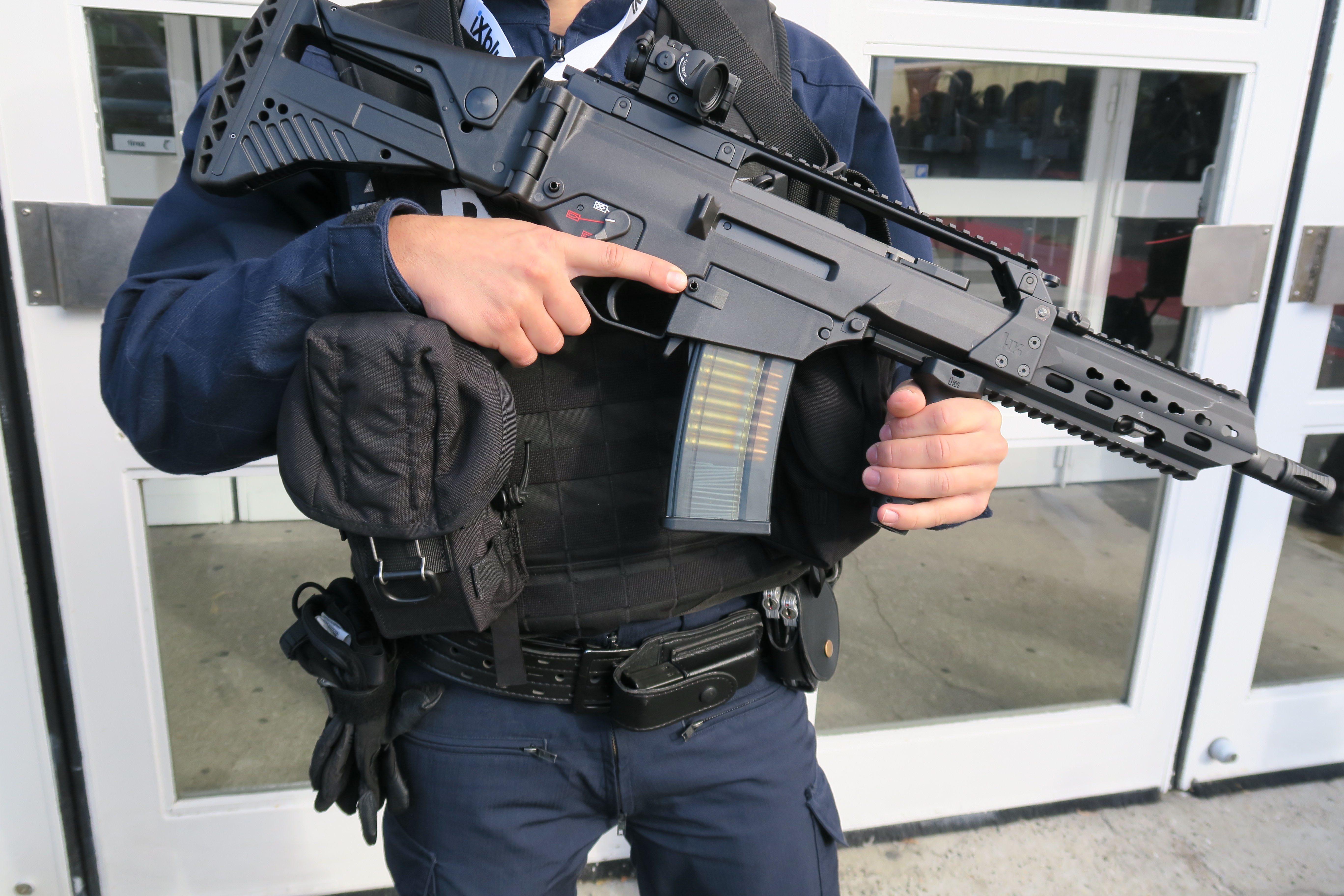
Fonctionnaire CRS équipé d'un fusil d'assaut HK G36 KP2.

- équipements de protection individuelle : casques, gilets pare-balles, protection des bras et des jambes, gants, bouclier anti-émeute et bâtons de défense.
- armement individuel ou collectif : pistolet Sig-Sauer SP 2022, fusils d'assaut Ruger AC-556 (AMD) et HK G36 KP2, fusil de précision Tikka T3.
- armement et équipement spécialisés pour le maintien de l'ordre : grenades lacrymogènes, grenades à main de désencerclement, grenades à effet de souffle et effet lacrymogène (appelées grenades lacrymogènes instantanées ou GLI), lancées à la main ou à l'aide de lanceurs spécialisés (lanceur de grenades 56 mm Lacroix-Alsetex de type Cougar), lanceurs de balle de défense ou LBD.
- équipements et véhicules mis en œuvre par les sections des moyens spécialisés (SMS) : engins lanceurs d'eau[28] (Camiva ou CCF 4000 ou CCF 6000 ou Mercedes), camions 4X4 (type TRM 2000), bateaux à coque souple ou rigide, motopompes, obstacles de rue (barre pont) et camions cuisine.

Véhicules des unités de service général
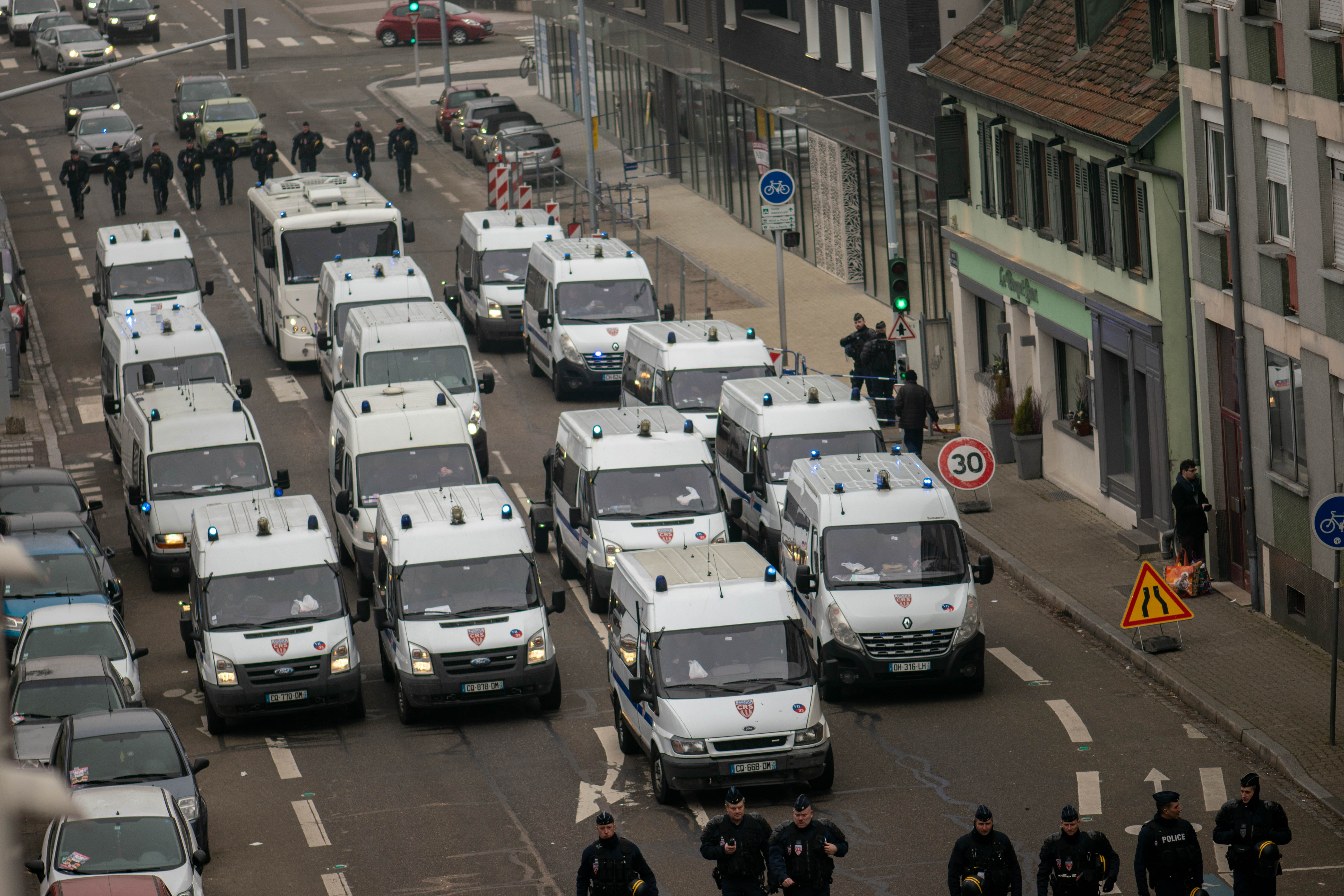
Véhicules et car des CRS en fin d'une manifestation.
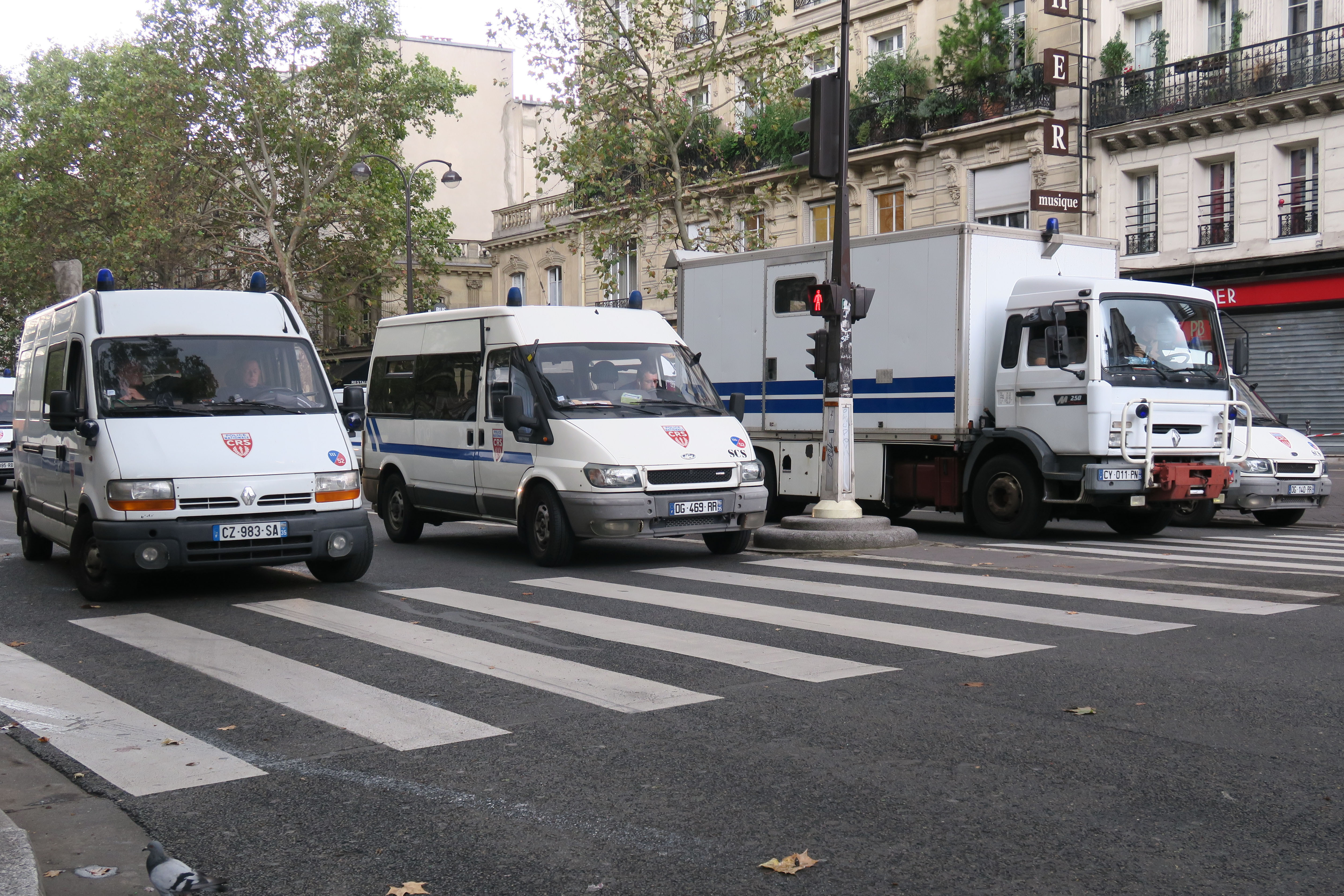
Véhicule de commandement, véhicule de groupe et véhicule atelier - 2016.
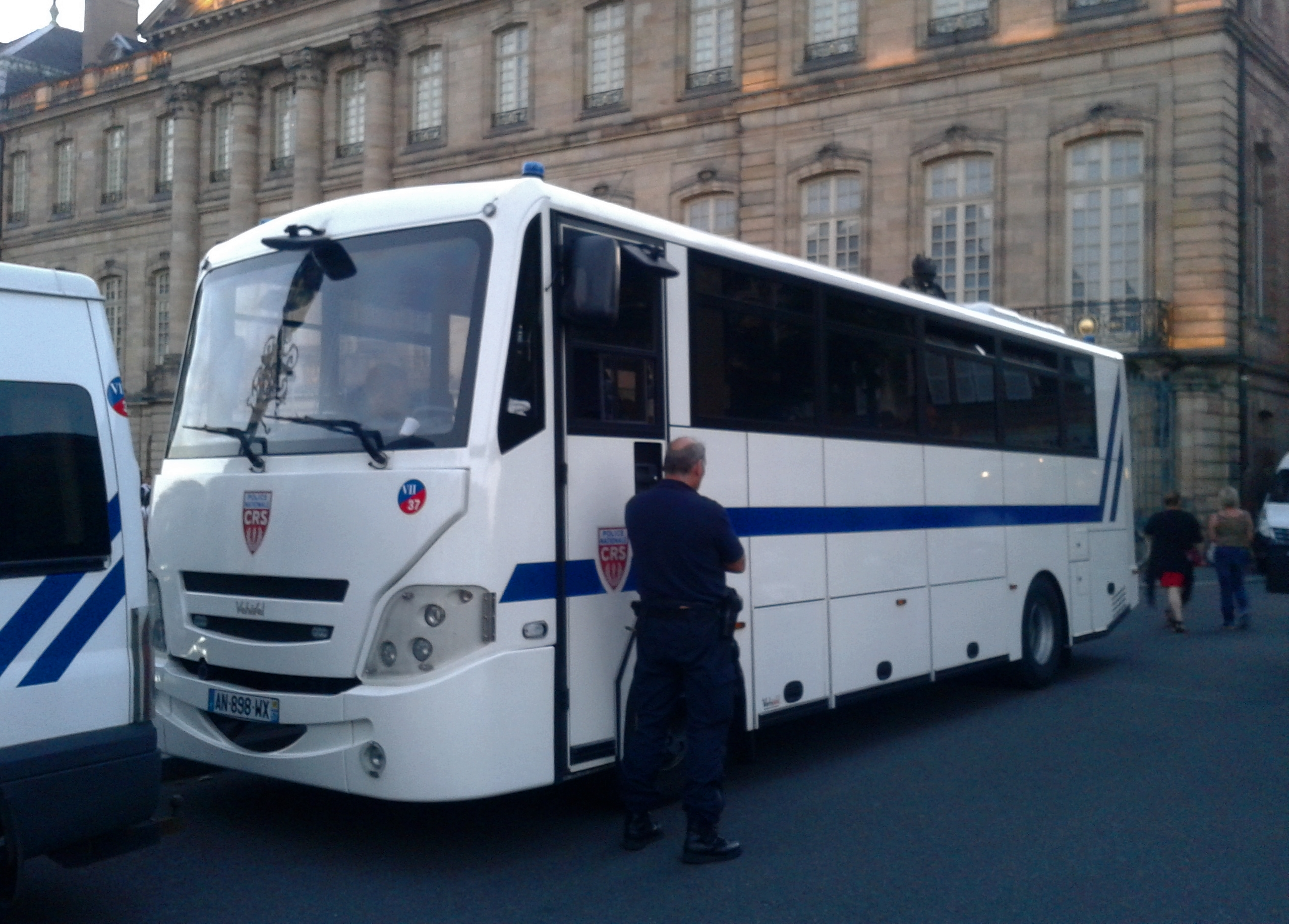
Car Vehixel VX16.
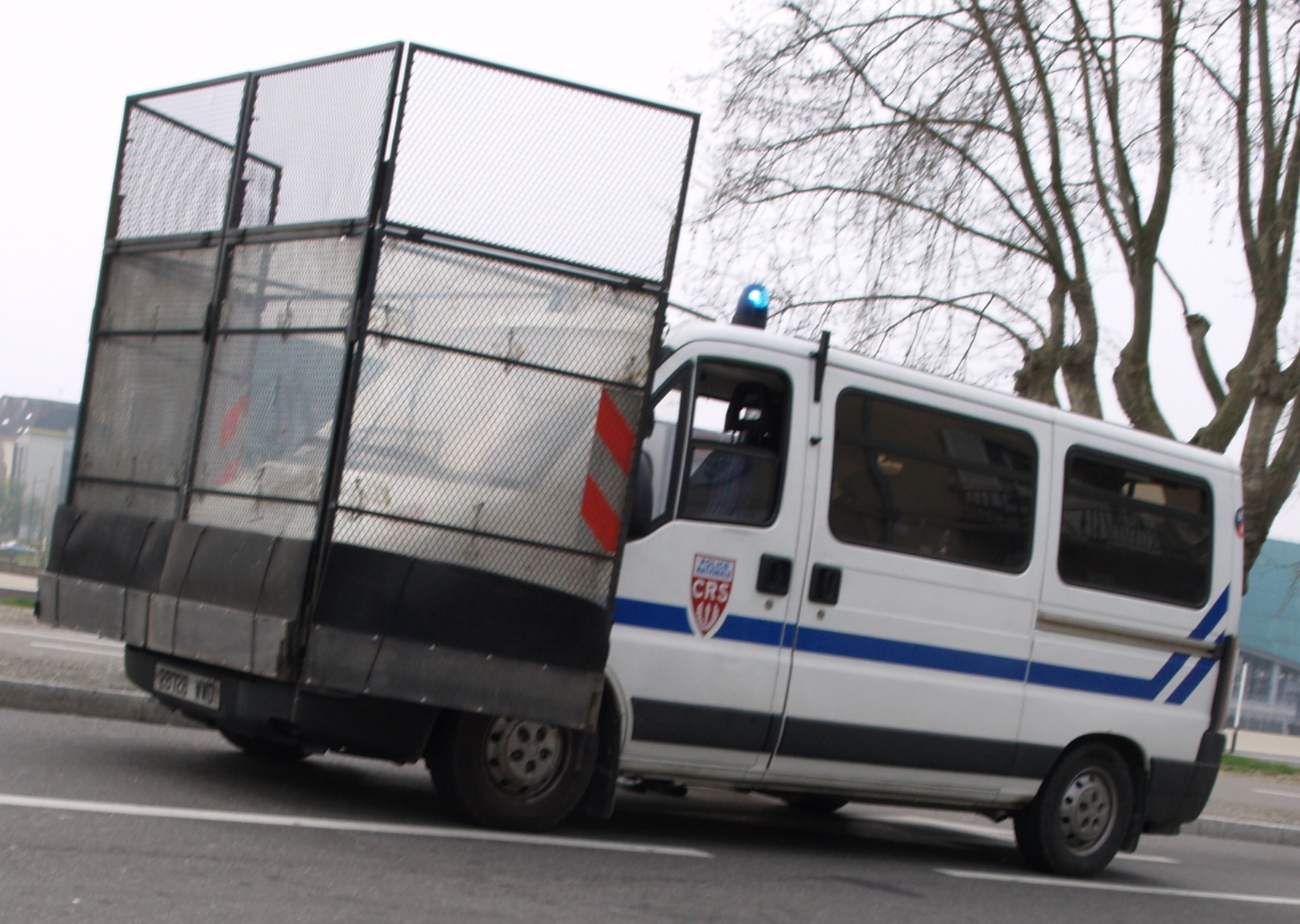
Fourgon Citroën Jumper.
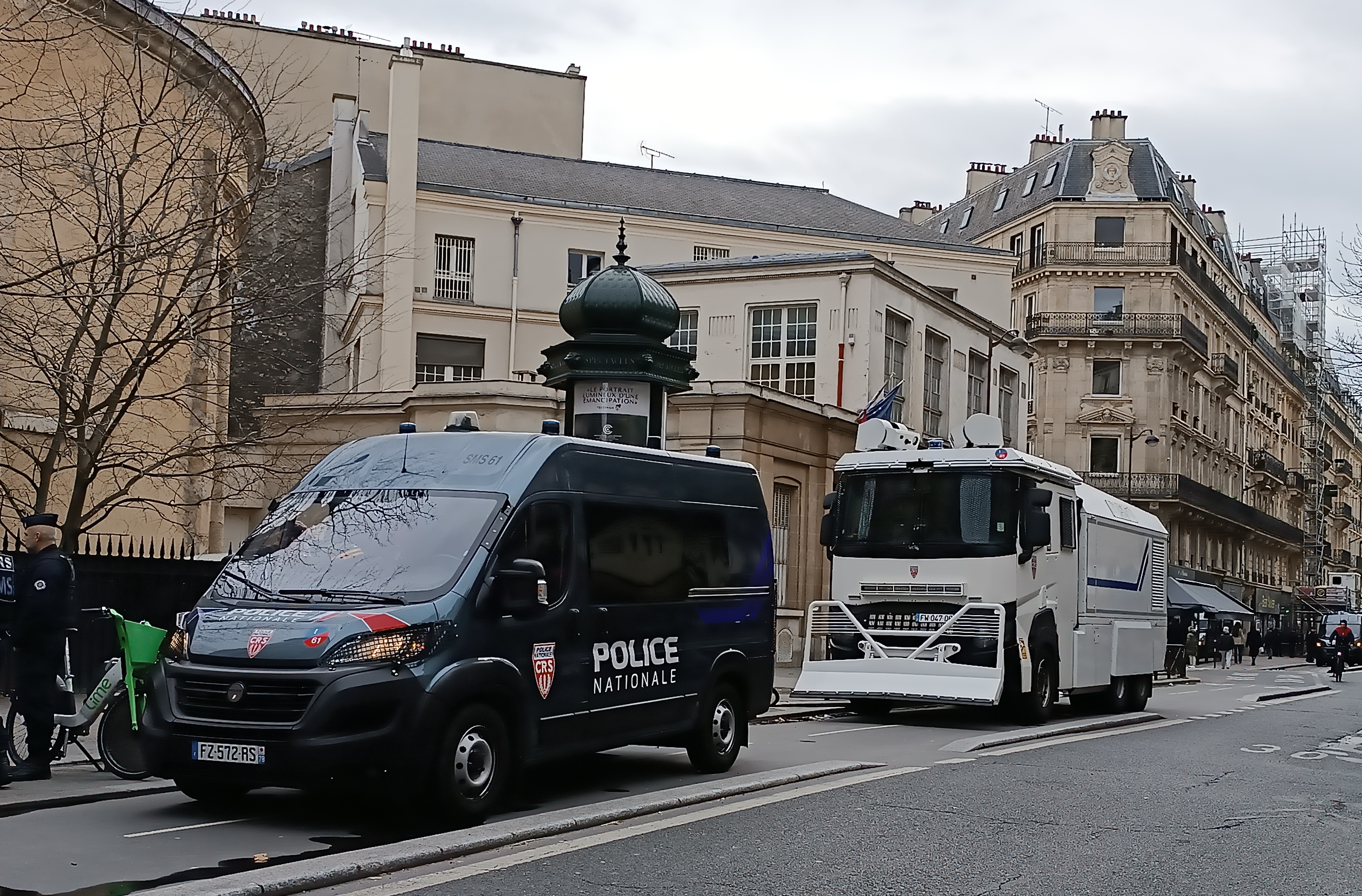
Fourgon Fiat Ducato aux nouvelles couleurs (2021) avec un canon à eau.

### Les CRS autoroutières

Véhicules des unités de circulation
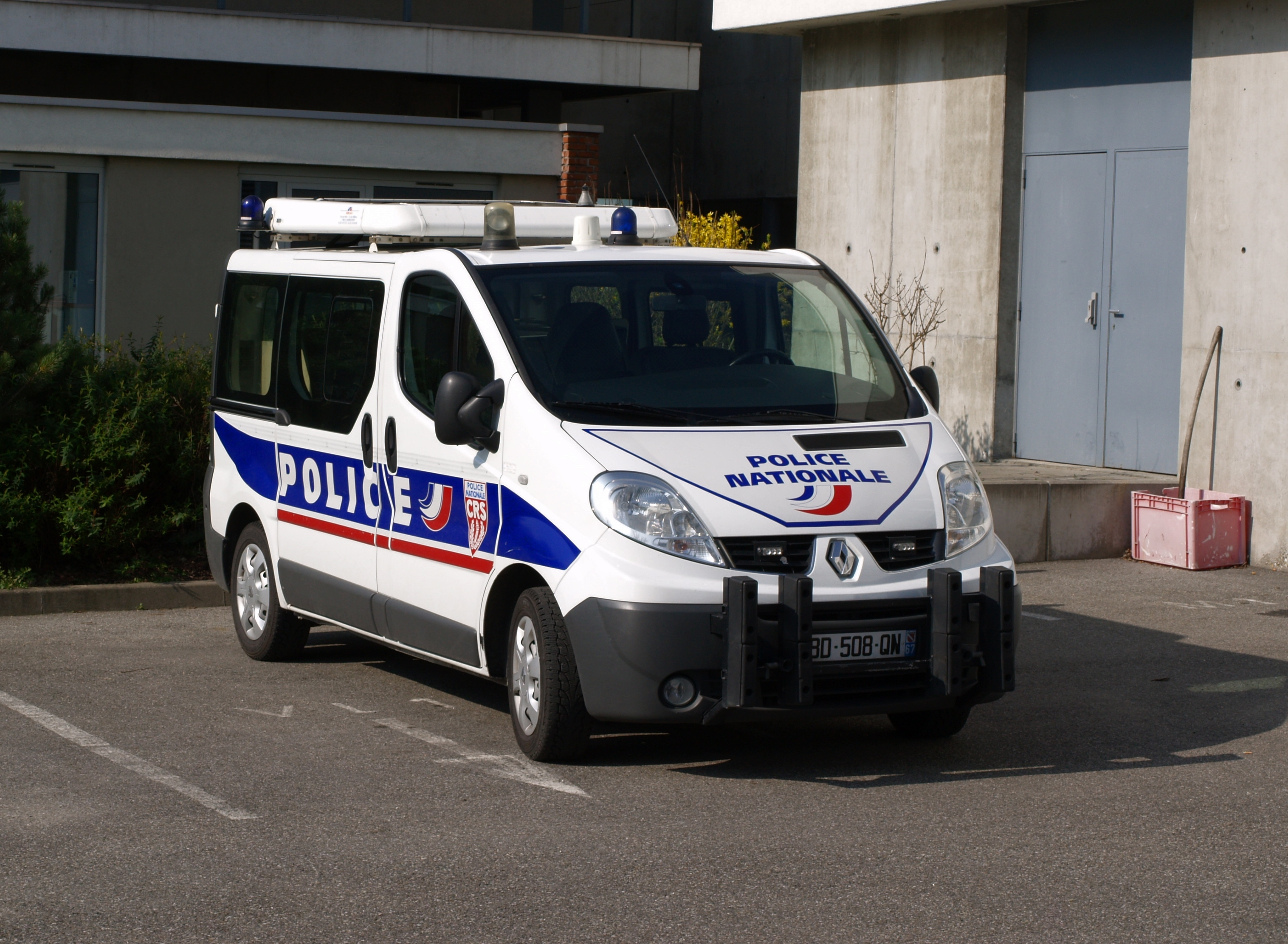
CRS autoroutière de Strasbourg, avec un ancien Renault Trafic.
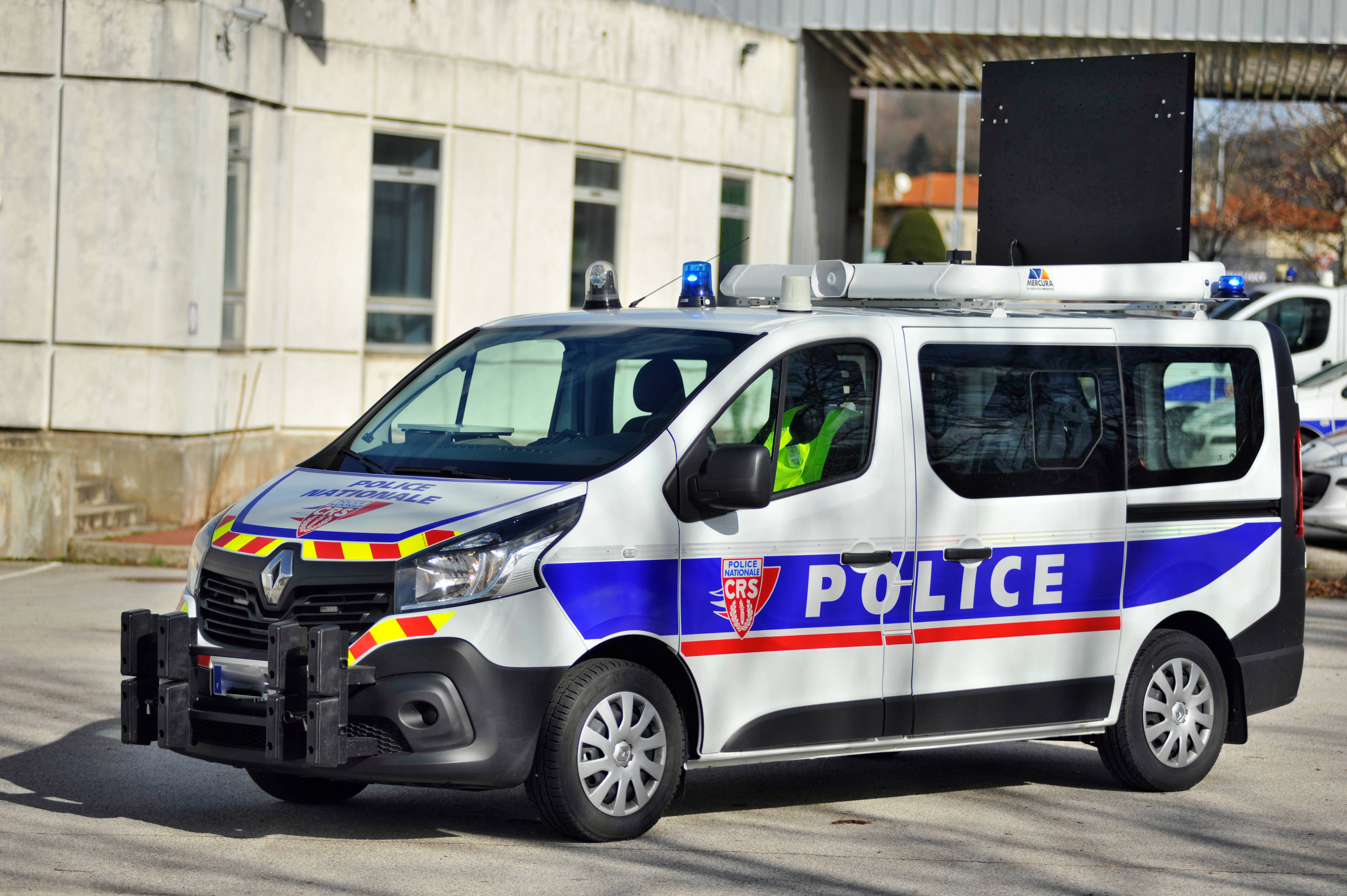
Fourgon d'intervention des CRS Autoroutières - Version 2016.
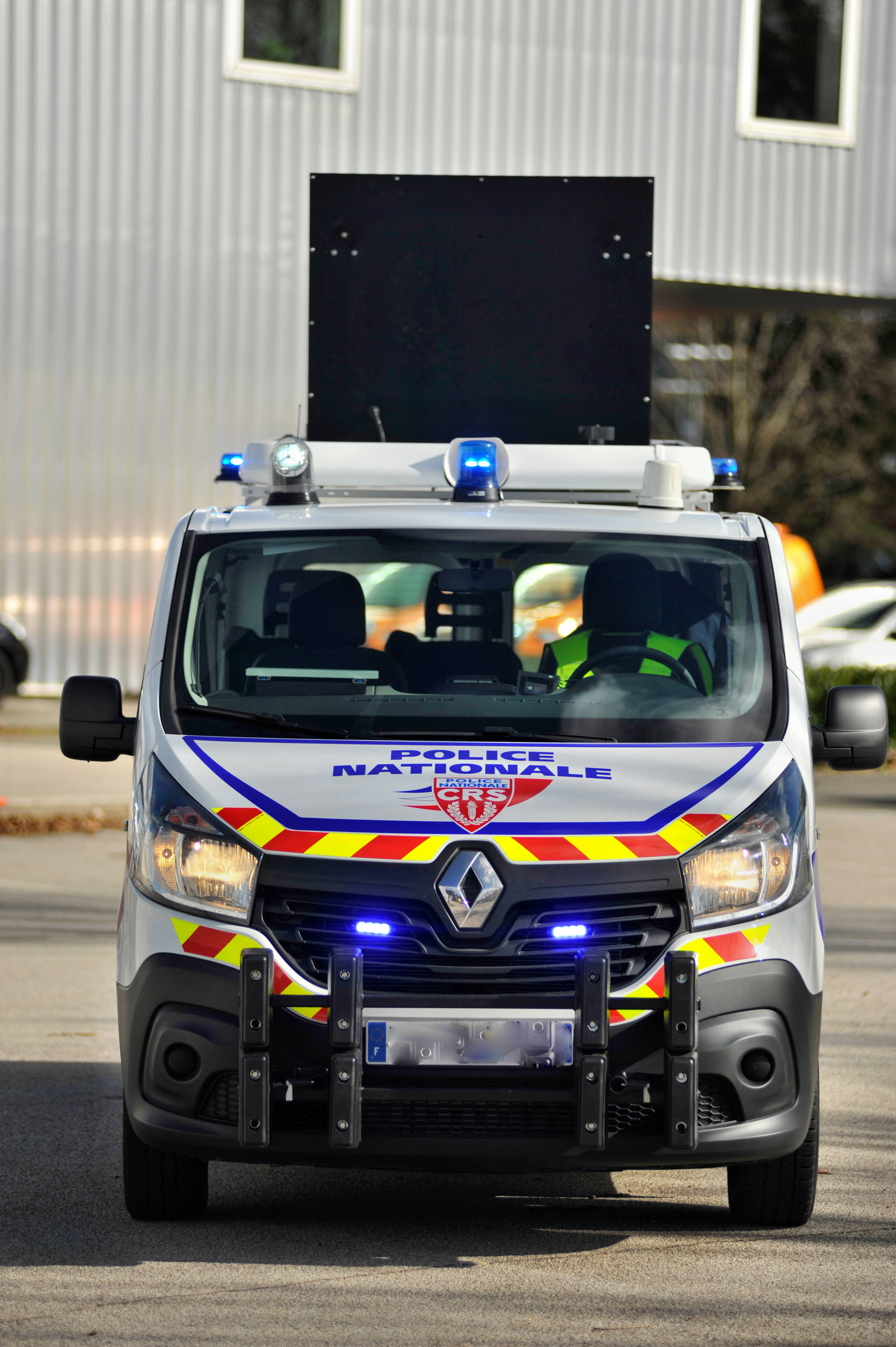
Fourgon d'intervention des CRS Autoroutières - Version 2016.
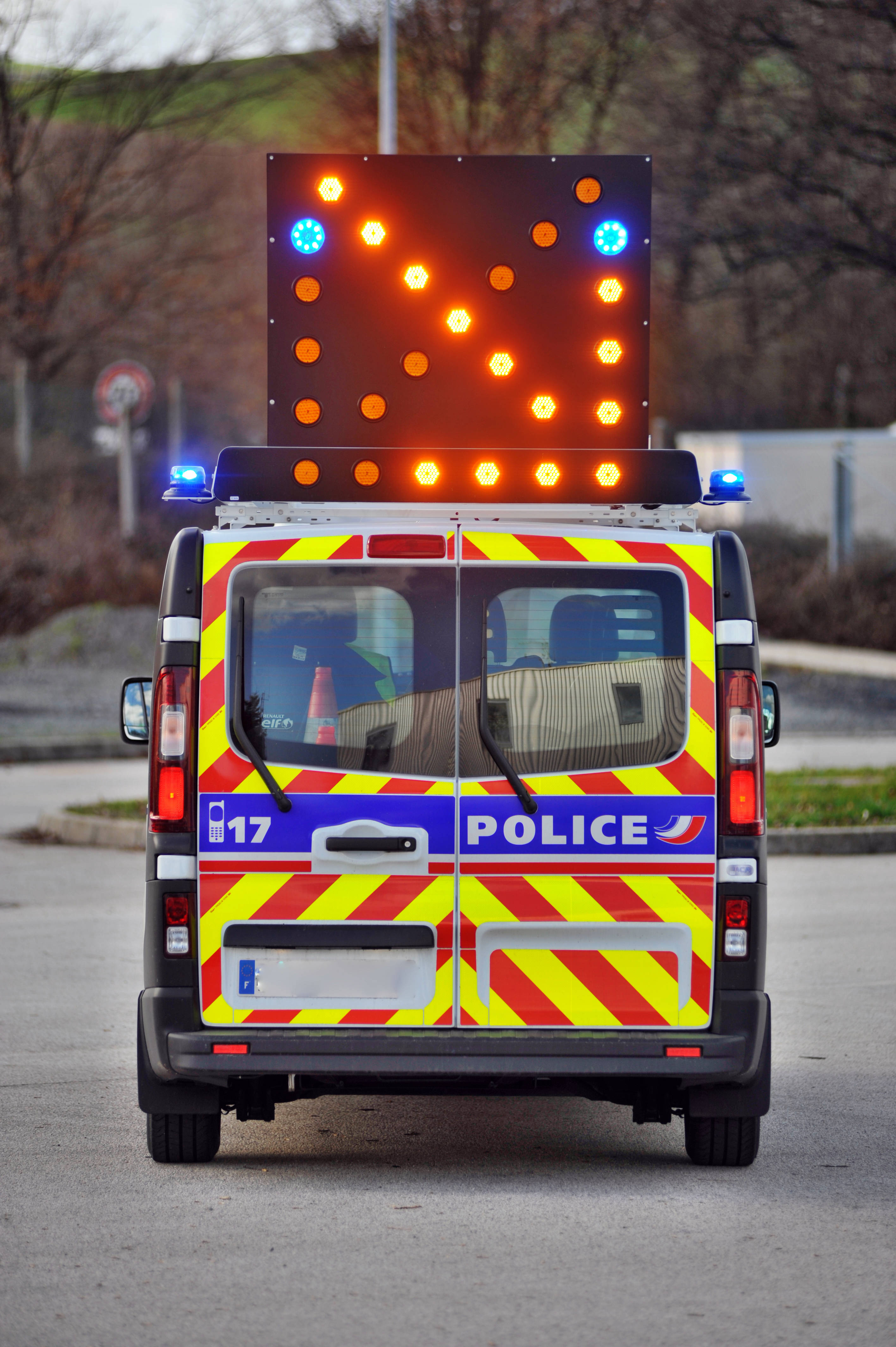
Fourgon d'intervention des CRS Autoroutières - Version 2016.
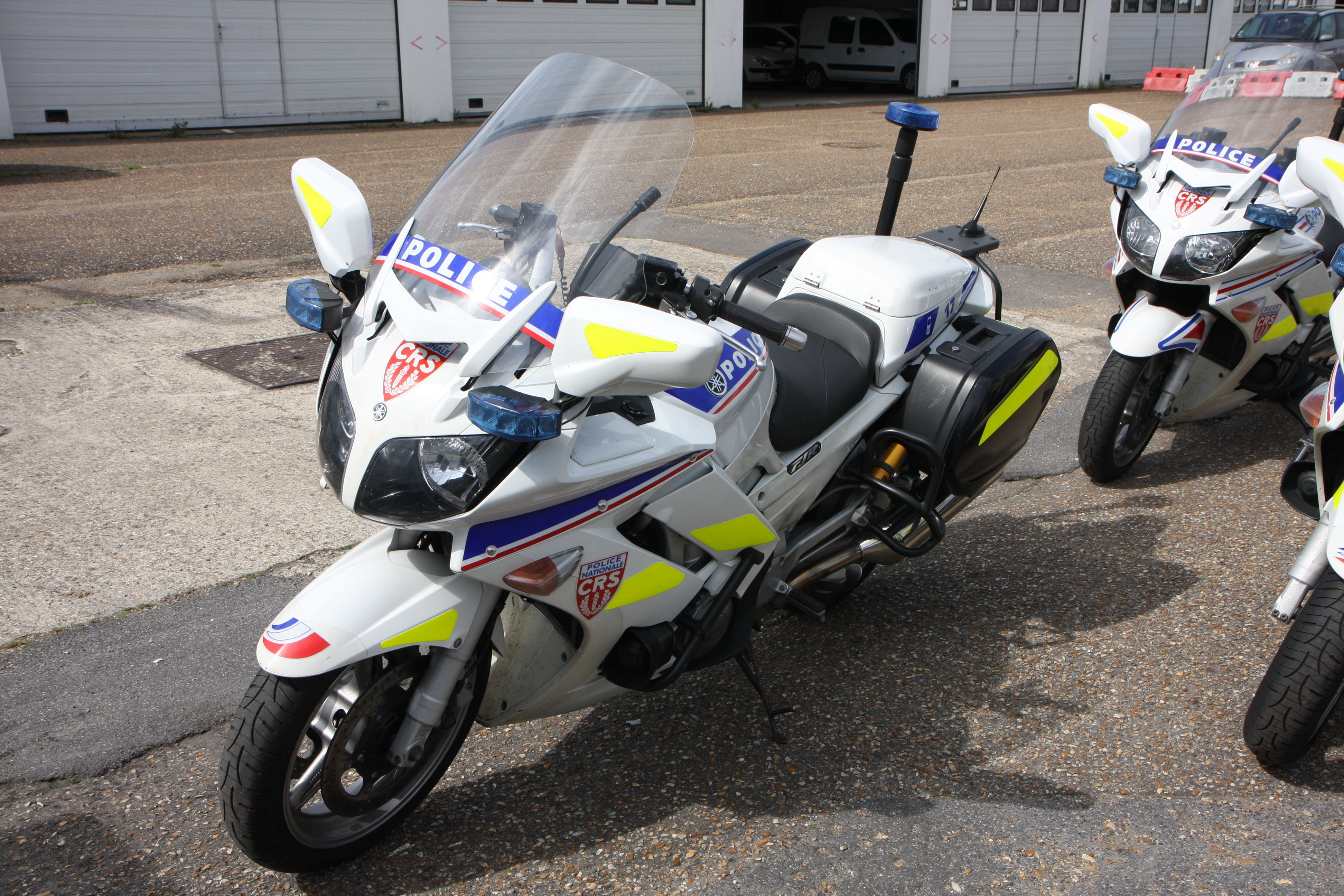
Motocyclette d'une UMZ CRS - 2016.
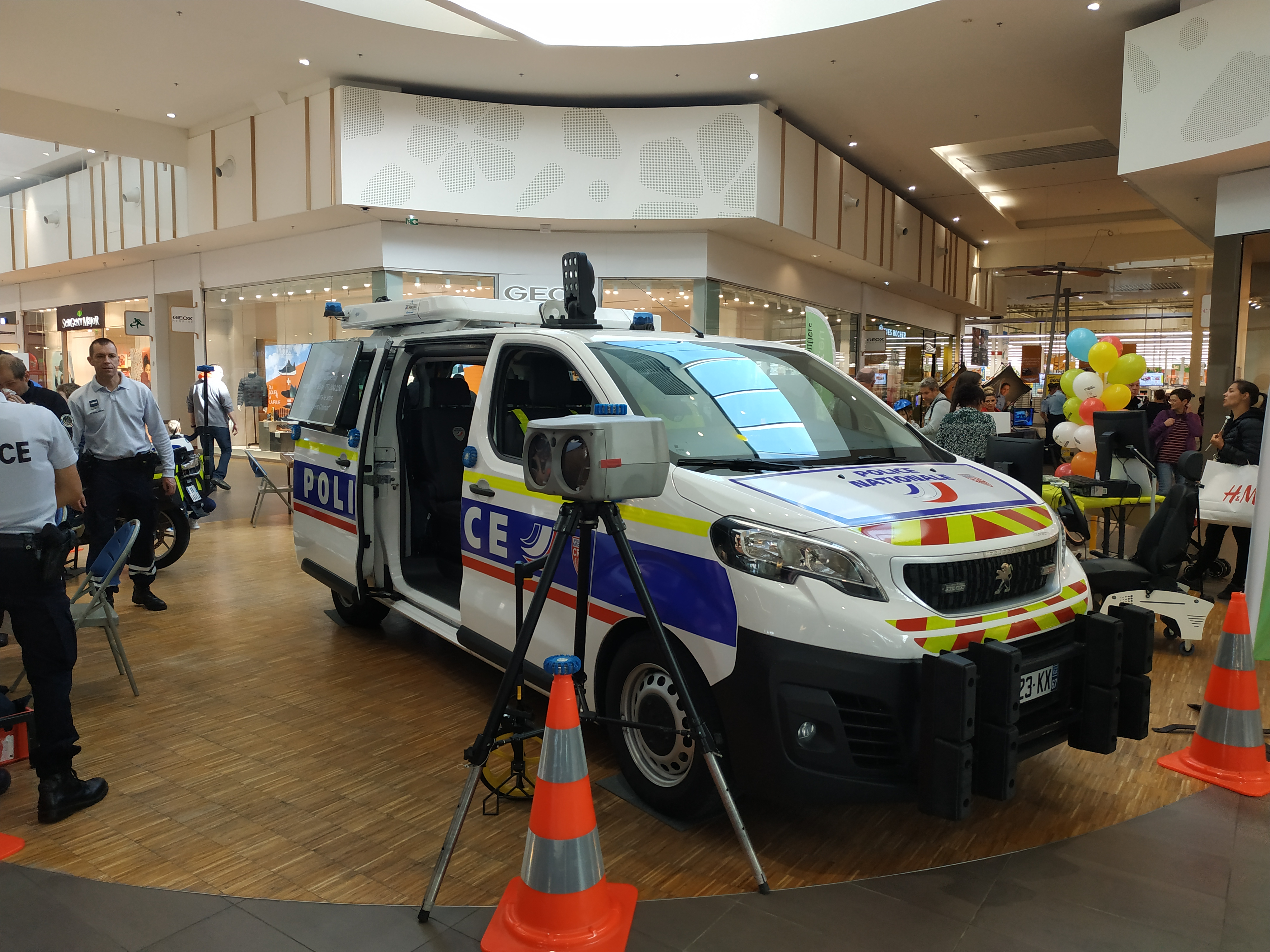
CRS autoroutière de Strasbourg, avec un Peugeot Expert.

Liste des CRS Autoroutières :
- Compagnie Autoroutière Ouest Ile-de-France à Vaucresson (Hauts-de-Seine)
- Compagnie Autoroutière Sud Ile-de-France à Massy (Essonne)
- Compagnie Autoroutière Est Ile-de-France à Lagny-sur-Marne (Seine-et-Marne)
- Compagnie Autoroutière Nord Ile-de-France à Deuil-la-Barre (Val-d'Oise)
- Compagnie Autoroutière Nord Pas-de-Calais à Lambersart (Nord)
- Compagnie Autoroutière Aquitaine à Cenon (Gironde)
- Compagnie Autoroutière Provence à Marseille (Bouches-du-Rhône)
- Compagnie Autoroutière Rhône-Alpes-Auvergne à Chassieu (Rhône)
- Compagnie Autoroutière Lorraine-Alsace à Châtel-Saint-Germain (Moselle)

### Unités motocyclistes zonales

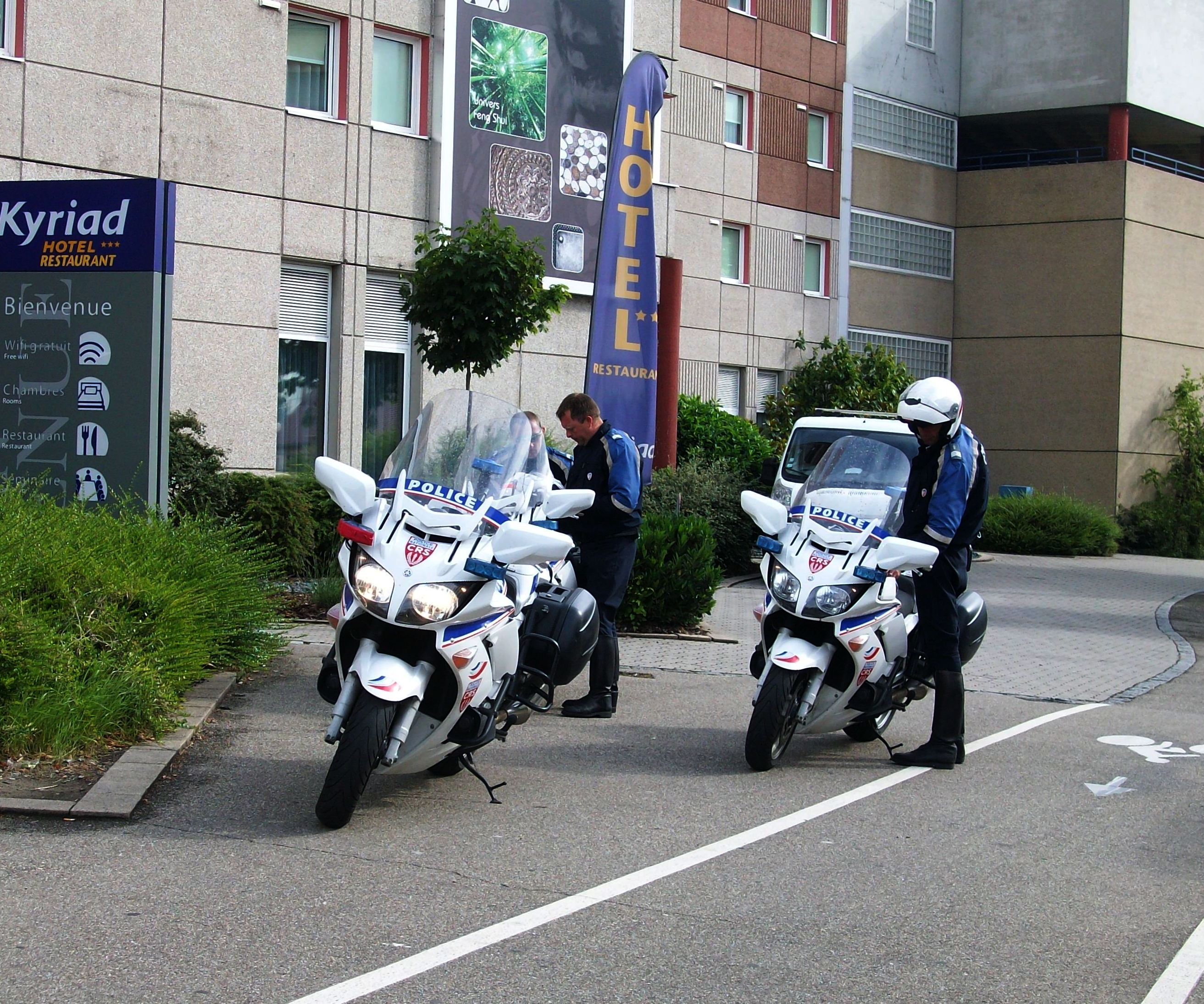
Motocyclistes CRS à Strasbourg.

Ces unités motocyclistes zonales (UMZ) sont rattachées aux 6 régions zonales couvrant les régions métropolitaines hors Ile-de-France. Des détachements de ces UMZ sont implantés dans les casernements de certaines compagnies : 
- Unité motocycliste zonale des CRS Nord à Lambersart
- Unité motocycliste zonale des CRS Ouest à Rennes
- Unité motocycliste zonale des CRS Sud-Ouest à Cenon près de Bordeaux
- Unité motocycliste zonale des CRS Sud à Marseille
- Unité motocycliste zonale des CRS Sud-Est à Lyon
- Unité motocycliste zonale des CRS Est à Châtel-Saint-Germain près de Metz

### Les unités de montagne

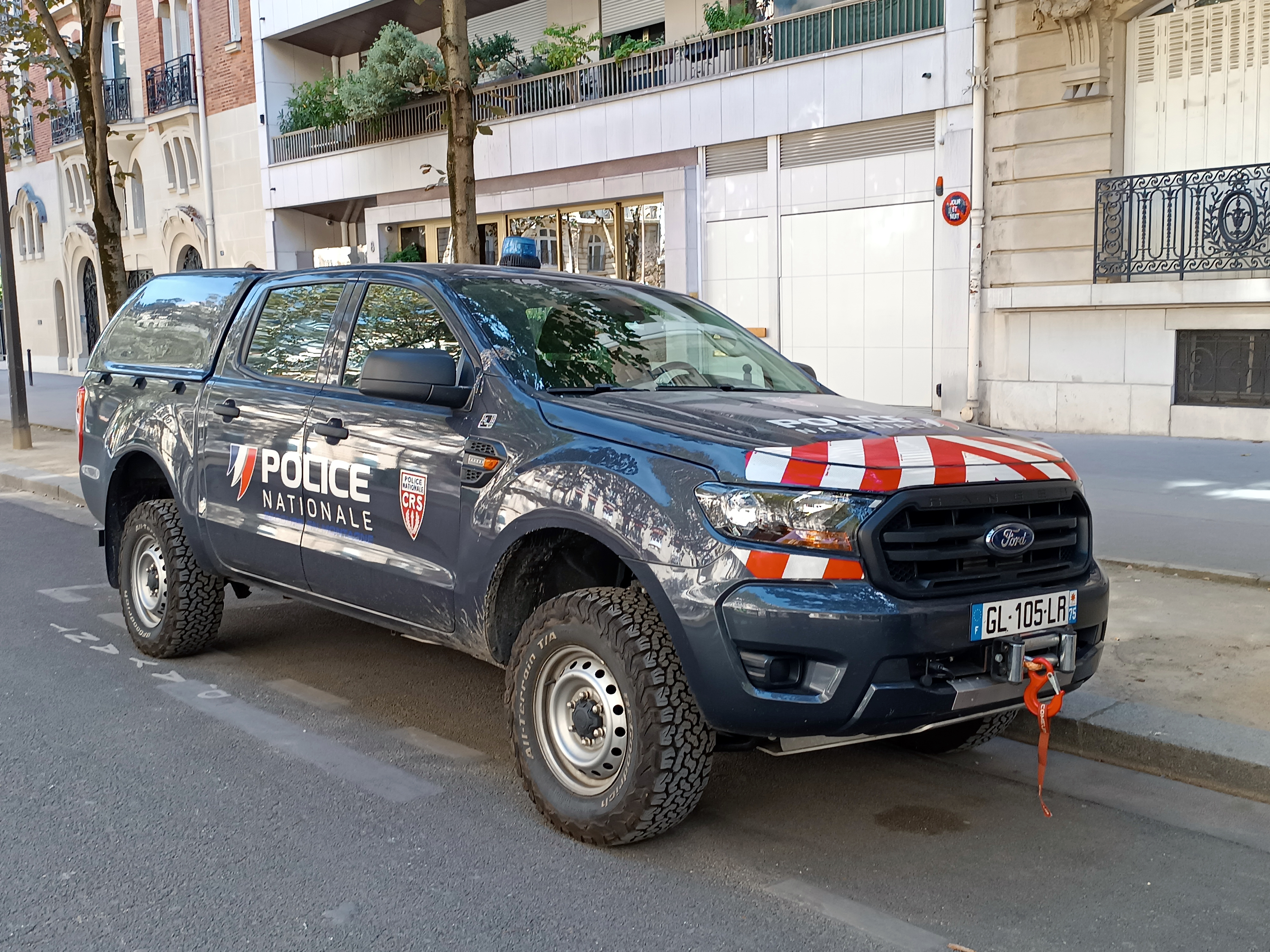
Ford Ranger d'une Unité CRS de secours en Montagne

Deux unités sont spécialisées dans le secours en montagne, couvrant les deux grands massifs métropolitains : la « CRS Alpes » située à Grenoble et disposant d'une section à Grenoble et de détachements à Albertville, Briançon et Nice et la « CRS Pyrénées » située à Lannemezan et disposant d'une section à Lannemezan et d'un détachement à Perpignan. Ces unités de police, dont certains des fonctionnaires ont la qualité d'officier de police judiciaire afin de mener les enquêtes relatives aux accidents en montagne, interviennent en alternance hebdomadaire avec les pelotons de gendarmerie de haute montagne dans la plupart des départements des massifs alpins et pyrénéens.

## Effectifs
Les effectifs cumulés des Compagnies Républicaines de Sécurité (CRS) et des Escadrons de Gendarmes Mobiles (EGM) représentent en 2015, 25 786 fonctionnaires et militaires soit environ 11 % des effectifs globaux de la police nationale et de la gendarmerie. Entre 2010 et 2015, ces effectifs ont diminué de 7,5 % soit près de 2000 fonctionnaires.
En 2018, le nombre de fonctionnaires employés est réduit à 13 100. Ceux-ci sont répartis en soixante compagnies de 130 agents, auxquels s’ajoutent des compagnies spécialisées (dont deux en montagne, neuf autoroutières, six unités motocyclistes et un service de protection des personnalités).

## Action syndicale et mouvements revendicatifs
Les CRS sont des fonctionnaires civils de l'État et disposent donc de syndicats depuis leur création. Leur statut leur interdit la grève (comme aux gendarmes, du fait de leur statut militaire) mais il est arrivé que des mouvements de revendication salariale ou de protestation contre leurs conditions de travail ou d'hébergements se traduisent par des mises en arrêt maladie affectant parfois des unités entières. Parmi les exemples récents, on trouve le mouvement soulevé par le projet de réduction du nombre de compagnies en 2011 (qui fut abandonné par le gouvernement), les conditions d'hébergement lors du renforcement de la sécurité à la suite des attentats de 2015 (rapatriement d'une compagnie entière) et un mouvement récent (2017) de protestation contre le changement de statut fiscal de l'IJAT (indemnité que gendarmes et CRS perçoivent dès qu'ils sont en déplacement).

### Textes législatifs
Les Compagnies républicaines de sécurité ont été créées par le décret du 8 décembre 1944 
- Article 1er : Il est créé dans l'ensemble du territoire des forces mobiles de police appelées Compagnies républicaines de sécurité. Ces forces sont groupées dans chaque région sous l'autorité d'un commandant régional placé sous les ordres du secrétaire général pour la police de la région.
- Article 2 : Il est créé vingt commandements régionaux répartis comme suit : un pour l'ensemble des départements de Seine-et-Oise et de Seine-et-Marne, un pour la Moselle, un pour chacun des dix-huit commissariats régionaux. Le ministre de l'Intérieur fixera par arrêté l'effectif des commandements régionaux.
- Article 4 : Les conditions de stationnement et d'emploi des Compagnies républicaines de sécurité feront l'objet d'un arrêté du ministre de l'Intérieur.
- Article 5 : Le ministre de l'Intérieur est chargé de l'exécution du présent décret, qui sera publié au Journal officiel de la République française.